# Gobierno de José Rufino Echenique
El gobierno constitucional de José Rufino Echenique en el Perú empezó el 20 de abril de 1851 y terminó el 5 de enero de 1855, como consecuencia de un golpe de Estado tras una guerra civil.
El general José Rufino Echenique fue elegido en las elecciones de 1851, consideradas como las primeras elecciones verdaderas del Perú, cuando habían ya transcurrido treinta años del inicio de la República. Fue un gobierno conservador, que recibió la oposición de los políticos liberales, pero no tuvo mayor trastorno hasta el estallido de la revolución de 1854.
En el aspecto económico, dio leyes y decretos para impulsar el comercio y la industria; continuó con la explotación a vasta escala del guano de islas, contratando con varias firmas de consignatarios; convirtió la deuda externa inglesa, conservando de esa manera el crédito del país; arregló la deuda de la independencia con los países de la antigua Gran Colombia (Ecuador, Nueva Granada y Venezuela); propició el pagó de un millón de pesos a los herederos del Libertador Bolívar, según lo comprometido en el Congreso peruano de 1825. También continuó el pago de la deuda interna, llamada la Consolidación, dando lugar a agudas críticas, pues se le acusó de haber permitido el enriquecimiento ilícito de muchas gentes de manera fraudulenta.
Con el respaldo proporcionado por los ingresos de la venta del guano de islas, el gobierno de Echenique continuó el progreso material iniciado por su antecesor, el presidente Ramón Castilla. Construyó el ferrocarril de Tacna a Arica; promovió la navegación y colonización de la región amazónica; trajo ingenieros de Europa para que trabajaran en el Perú en un vasto plan de obras públicas, que incluía irrigaciones para ampliar la frontera agrícola; construyó o mejoró los muelles y aduanas de los principales puertos; construyó caminos y puentes en toda la República; y contrató en Italia la construcción de las estatuas de Colón y Bolívar, para ornar los espacios públicos de Lima, las cuales llegaron en el siguiente gobierno. 
Continuó también con el fortalecimiento del ejército y la armada iniciado por su antecesor Castilla. Mandó a construir en Inglaterra la fragata a vapor Apurímac, y las goletas Tumbes y Loa. La marina de guerra llegó a contar con 17 unidades, siendo una de las más poderosas de Sudamérica. Durante este mandato ocurrió el sacrificio del marino Juan Noel.
En el aspecto internacional, defendió con éxito la soberanía peruana en las islas Lobos (costa norte), amenazada por la presencia de ingleses y estadounidenses que querían explotar el guano aduciendo que dichas islas eran “tierra de nadie”. Enfrentó también el incidente provocado por la “Expedición Flores”, cuando el expresidente de Ecuador Juan José Flores armó en el Perú una expedición para invadir dicho país, la cual concluyó en fracaso. Inició la delimitación de las fronteras del Perú al celebrar en 1851 un convenio de comercio y navegación con el Brasil, por lo que se otorgó territorios a dicho a país en la frontera norte colindando con el río Amazonas, a cambio de libre navegación y comercio por dicha vía fluvial. Con Ecuador hubo una discusión diplomática en la que por primera vez el gobierno peruano usó en la defensa de la posesión de su territorio el texto de la Real Cédula de 1802 recientemente ubicado luego de estar perdido en los archivos. Y con Bolivia hubo una seria tensión debido a la inundación en el sur peruano de moneda boliviana feble (de baja ley) que abiertamente promovió el gobierno de Manuel Isidoro Belzu, entre otros atentados que contra la regla diplomática que cometió este mandatario, lo que estuvo a punto de desencadenar un conflicto armado, llegando el Congreso peruano a dar al Ejecutivo autorización para iniciar la guerra.
Finalmente, el país se vio sacudido por el escándalo del pago de la deuda de la consolidación, lo cual, sumado al desinterés mostrado por Echenique en iniciar la guerra con Bolivia, provocó un levantamiento popular a la cabeza del cual se puso el expresidente Castilla, con el apoyo de los políticos liberales; por eso se le suele llamar también como la Revolución Liberal de 1854, aunque Castilla mismo no profesaba esa ideología. Se desencadenó así una guerra civil, en el transcurso de la cual, el gobierno revolucionario dio dos leyes trascendentales: la abolición de la esclavitud y la abolición del tributo indígena. La contienda concluyó el 5 de enero de 1855 con la derrota de Echenique en la batalla de La Palma, seguido de su derrocamiento y destierro.

## Elecciones de 1850

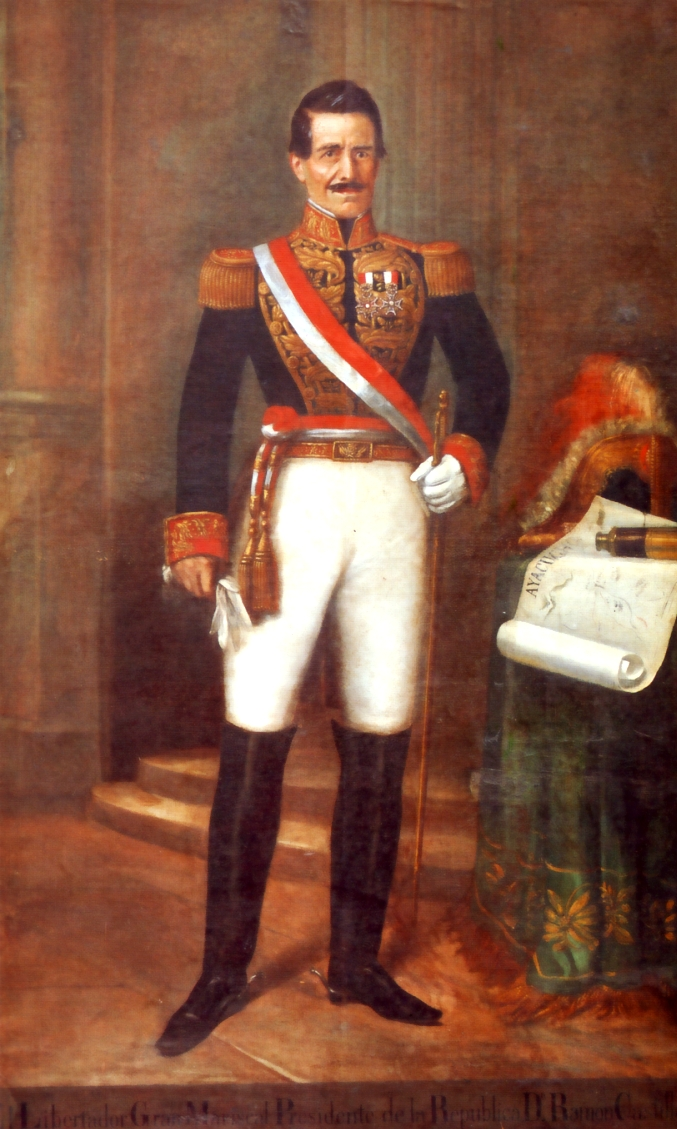
El mariscal Ramón Castilla, presidente de 1845 a 1851, apoyó la candidatura del general José Rufino Echenique para que fuera su sucesor.

En las elecciones de 1851 el general José Rufino Echenique, entonces presidente del Consejo de Estado (cargo equivalente al de primer vicepresidente) se presentó como candidato, con el apoyo del gobierno de Ramón Castilla y de los sectores conservadores del país.
También presentaron su candidatura el general Manuel Ignacio de Vivanco, apoyado por el pueblo de Arequipa y algunas zonas del norte del país;  y el caudillo civil Domingo Elías, respaldado por hombres de negocio e intelectuales liberales, que fundaron a propósito el Club Progresista, el primer intento de creación de un partido civil en el Perú. Otros candidatos con menos opción de triunfo fueron los generales Miguel de San Román, Antonio Gutiérrez de la Fuente y Pedro Bermúdez.
Según el historiador Jorge Basadre, estas elecciones fueron las primeras de la historia republicana del Perú que reunieron todas las características de un proceso electoral. Hubo varios candidatos, exhibición pública de fuerzas, formulación de programas, propaganda, campañas periodísticas cargadas de lisonjas al candidato propio y llenas de agravios hacia el rival. Echenique, por ejemplo, fue acusado de no tener la nacionalidad peruana y ser en realidad boliviano. Y hubo también serios indicios de malas maniobras de parte del gobierno para favorecer a su candidato preferido.
Las elecciones eran entonces indirectas, a través de los Colegios Electorales; estas se realizaron el 17 de febrero de 1850 en Lima y el 20 de diciembre de 1850 en provincias. Como solía ocurrir en ese tipo de elecciones, los partidarios de un candidato ganaban los colegios electorales con violencia, por lo que ocurrieron algunas reyertas sangrientas en Lima.
Ya acercándose la fecha del cambio de mando, el presidente Castilla convocó a un Congreso Extraordinario, para que tratara dos temas complicados que se habían presentado durante el proceso electoral: la presunta nacionalidad boliviana de Echenique y la fecha de la entrega de mando. Con respecto a esto último, Castilla había asumido el poder el 20 de abril de 1845 para un periodo de seis años, que culminaba el 20 de abril de 1851, pero la Constitución establecía que la toma de mando debía ser el 28 de julio, aniversario patrio. De modo que se planteó la duda de la fecha en que debía asumir el vencedor de las elecciones, si el 20 de abril o el 28 de julio.
El Congreso Extraordinario empezó sus sesiones el 20 de marzo de 1851. Con respecto al asunto de la nacionalidad de Echenique, la mayoría de los parlamentarios consideraron que no había motivos suficientes para cuestionar su nacionalidad peruana; se mostraron documentos que probaban que había nacido en Puno, aunque reconociendo que su partida de bautismo se había extraviado. En cuanto a la fecha de la toma de mando, esta fue fijada para el 20 de abril de 1851.
El Congreso se encargó también de revisar las actas electorales. De acuerdo al cómputo oficial, el total de electores fue de 3804. De ellos 2392 votaron por Echenique, 609 por Elías, 326 por Vivanco, 242 por San Román, 52 por Bermúdez, 33 por La Fuente, uno por Iguaín y el resto fue voto nulo o viciado. De ese modo, Echenique resultó elegido como presidente de la República.

## Toma de mando

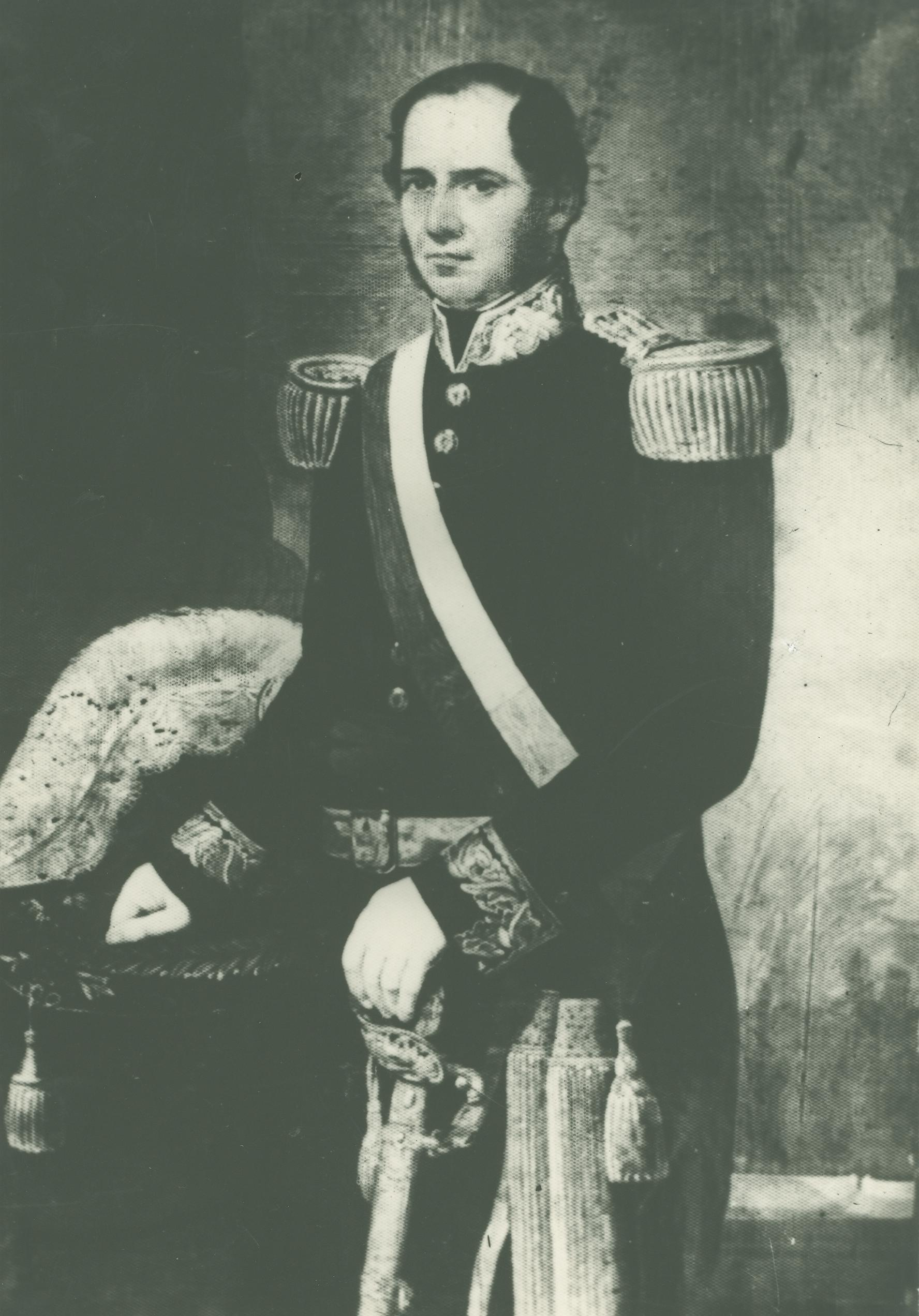
José Rufino Echenique en 1855.

La transmisión de mando de 20 de abril de 1851 fue todo un acontecimiento. Por primera vez, después de treinta años de gobierno independiente, un presidente peruano terminaba constitucionalmente su mando y entregaba a otro que había ganado a través de elecciones populares.
La ceremonia se realizó en la tarde, en la sede del Congreso frente a la Plaza Bolívar. Echenique se dirigió solemnemente desde su casa situada en la calle Minería, acompañado de personalidades y autoridades. El trayecto le tomó una hora; a su paso, la gente salía a las calles o contemplaba el desfile desde los balcones, en medio de un ambiente de fiesta, mientras repicaban todas las campanas.
En la ceremonia de juramentación estuve presente el presidente saliente, Ramón Castilla. Echenique juró «ejercer fielmente el cargo, proteger la religión del Estado, conservar la integridad, independencia y unión de la nación y guardar y hacer guardar su Constitución y sus leyes». Los festejos duraron tres días; se dieron corridas de toros en la Plaza de Acho, se realizaron funciones en el Teatro Principal y se inauguró el Teatro de Variedades, donde la compañía de Mateo O’Loghlin representó el drama histórico Don Rodrigo Calderón de Ramón Navarrete.
Durante el besamanos o ceremonia de saludo al nuevo mandatario en Palacio de Gobierno, era tantas las visitas que el recinto quedó copado y Echenique tuvo que subir a un silla para agradecerles a todos su gentileza. Su gobierno se convirtió de alguna manera en la prolongación del primer gobierno de Castilla.

## Aspecto político. Orden interno

### Gobierno conservador
El gobierno de Echenique fue de tendencia conservadora. El mismo Echenique era un rico propietario, casado con la dama arequipeña Victoria Tristán, hija de Pío Tristán (el llamado “último virrey del Perú”), es decir, pertenecía a la clase alta y tenía estrechos vínculos con sus más importantes miembros.
El líder de los conservadores, Bartolomé Herrera, pasó a ser uno de sus principales colaboradores del gobierno, primero como Ministro de Justicia e Instrucción Pública, luego como encargado del despacho de Gobierno y Relaciones Exteriores, siendo después acreditado como ministro plenipotenciario ante la Santa Sede en Roma, donde gestionó la firma de un concordato, que a la postre no se dio.
El gobierno desde el principio afrontó dificultades, debido a la manera en que fue elegido. Sus opositores le acusaban de haber sido impuesto por Castilla, aduciendo malas maniobras durante las elecciones. Durante esa campaña electoral, Echenique había sufrido de constante difamación y hasta se cuestionó su nacionalidad peruana. Los bandos que se formaron en esas elecciones dividieron al país, por lo que Echenique tuvo siempre dificultad para mantener el orden y la paz. Solo faltaba una bandera popular para levantar al país y esa sería el escándalo de la consolidación, el primer caso de mega corrupción que afrontó el Perú, según veremos más adelante.

### Motín de Arequipa de abril de 1851. La amnistía

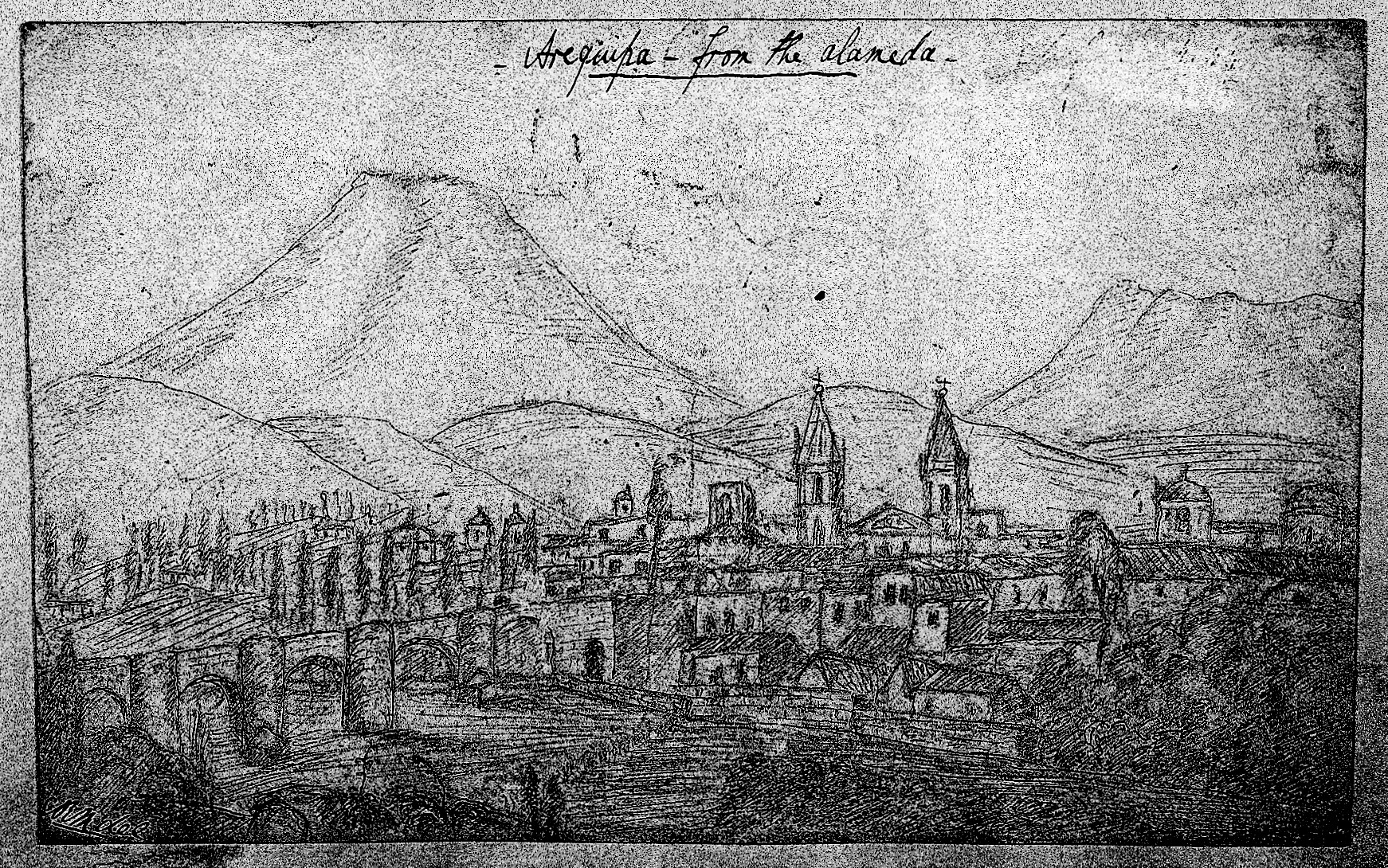
Boceto a lápiz de la ciudad de Arequipa vista desde la Alameda. Reproducido de la obra de Sir Clements Markham.

En Arequipa, que siempre fue vivanquista, había naturalmente obtenido más votos el general Vivanco. Un día después de la juramentación de Echenique, el 21 de abril de 1851, el coronel Martín López colocó provocativamente una bandera en el arco de la Alameda (lugar donde vivía) con la inscripción: “Viva el general Echenique”. Esto provocó un alboroto en la ciudad; mucha gente se agolpó en torno a la vivienda de dicho coronel exigiendo que retirara esa bandera, sin éxito. El prefecto Alejandro Deustua se hizo presente y prometió sacar la bandera, pero el populacho exigió que lo hiciera de inmediato. En medio del tumulto hubo enfrentamientos entre los soldados y civiles, con algunos muertos; se formaron barricadas en las calles y se atrincheraron algunos en las torres de las iglesias. El mismo Deustua tuvo que abandonar la ciudad, pues el ejército no podía intervenir al tener la orden, dada con antelación, de no comprometerse en los disturbios que ocurriesen en la ciudad. Debido a ello, la ciudad estuvo a merced de los revoltosos durante dos días; hubo saqueos y desmanes. Finalmente, se ordenó la intervención de las tropas y Deustua retornó a la ciudad. Vivanco, que estaba hospedado en casa de José Panizo, fue apresado el día 29 y mantenido en resguardo.
Fue convocado un Congreso Extraordinario el 2 de mayo de 1851, siendo el segundo Congreso de esa característica en lo que iba del año (el anterior se había convocado antes del fin del gobierno de Castilla). Uno de sus objetivos fue tomar medidas sobre la revuelta de Arequipa y sobre otras que pudieran ocurrir. El 9 de mayo ambas cámaras sancionaron la llamada “Ley de represión”. Bajo esa ley, el prefecto Deustua envió desde Arequipa a varios prisioneros, muchos de los cuales eran miembros de familias notables; un grupo importante fue confinado en el cuartel de Barbones donde fueron puestos trabajar como peones. Finalmente, Echenique puso en libertad a todos y los envió de regreso a Arequipa.
Para los presos políticos que estaban sometidos a juicio, Echenique pidió una amnistía al Congreso. Este la otorgó por ley de 8 de agosto de 1851, siendo favorecidos el pueblo de Arequipa y el general Vivanco. También otorgó la libertad al general José Félix Iguaín que se hallaba encarcelado desde el tramo final del gobierno anterior, a raíz de su enfrentamiento contra el entonces candidato Echenique.

### Los ministros de Echenique

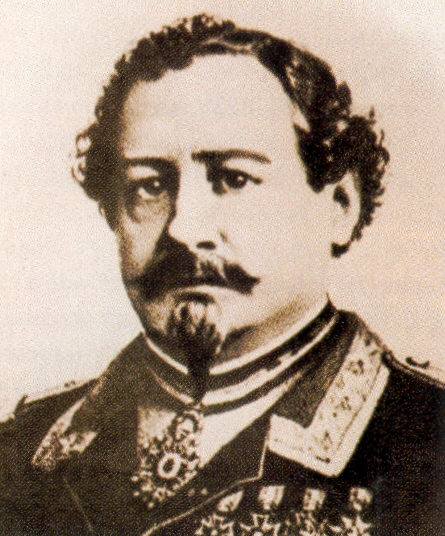
El general Juan Crisóstomo Torrico, fue Ministro General al iniciarse el gobierno de Echenique.

A raíz del motín de Arequipa, Echenique pidió facultades extraordinarias al Congreso y nombró un ministerio general, a la cabeza del cual puso al general Juan Crisóstomo Torrico. Pasado la coyuntura, nombró a su primer gabinete ministerial, cuyos miembros fueron los siguientes:
- El general Juan Crisóstomo Torrico (Guerra y Marina).
- El clérigo Bartolomé Herrera (Gobierno, Instrucción Pública y Beneficencia).
- El general Manuel de Mendiburu (Hacienda y Comercio).
- Joaquín José de Osma (Relaciones Exteriores, Justicia y Negocios Eclesiásticos).

El 5 de febrero de 1852 se reorganizaron los ministerios. El despacho de Gobierno se unió al Ministerio de Relaciones
Exteriores, y de este último se separaron los despachos de Justicia y Negocios Eclesiásticos para unirse al Ministerio de Instrucción y Beneficencia, constituyéndose así el Ministerio de Justicia, Instrucción Pública, Beneficencia y Negocios Eclesiásticos.

### La muerte del general Iguaín
El general José Félix Iguaín se hallaba recluido en el cuartel de Santa Catalina, sometido al fuero militar, debido a un incidente que tuvo durante el gobierno de Castilla, cuando desafió a duelo a muerte al entonces candidato presidencial Echenique, a quien consideraba inhabilitado para asumir la presidencia de la República por tener supuestamente la nacionalidad boliviana.

Frontis del cuartel militar de Santa Catalina, en Lima, donde estuvo recluido el general José Félix Iguaín, furibundo detractor del presidente Echenique. Foto de mediados del.

Desde su prisión, Iguaín continuó fundamentando su acusación contra Echenique. Cuando el escribano de su causa fue al cuartel donde estaba recluido, Iguaín cogió el expediente judicial y lo hizo pedazos. Esto motivó a que fuera sometido a un severo y riguroso tratamiento, que finalmente minó su salud y su ánimo. En junio de 1851, Iguaín solicitó al Poder Judicial que le diera la libertad debido a su resquebrajada salud, pero su pedido fue denegado. La amnistía de agosto de 1851 le concedió finalmente la anhelada libertad, pero Iguaín no pudo disfrutarla pues falleció poco después, víctima de la enfermedad que lo aquejaba (26 de setiembre de 1851).

### La presunta conspiración de Vivanco y San Román

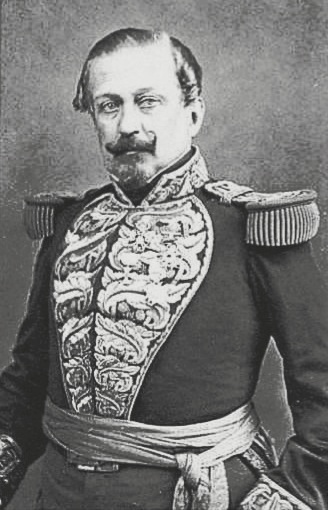
Acusado de conspirador, el general Manuel Ignacio de Vivanco tuvo que marchar al destierro a menos de un año de iniciado el gobierno de Echenique.

En diciembre de 1851, el gobierno anunció haber descubierto una conspiración encabezada por Vivanco que involucraba al general Miguel de San Román, entonces diputado. Echenique y sus ministros acudieron ante las cámaras del Congreso para exponer las pruebas de la responsabilidad de San Román. Este resultó desaforado del parlamento, y tras ocultarse un tiempo se fugó al extranjero. A Vivanco, contra quien solo había indicios de responsabilidad, se le ordenó que se presentara bajo arresto en un cuartel, pero igualmente huyó al extranjero.

### La oposición liberal
Era inevitable que el gobierno de Echenique, de tendencia conservadora, sufriera una creciente oposición de los liberales, que se vieron alentados por las revoluciones liberales que por entonces habían estallado en Europa y que propugnaban por una auténtica democratización y el fin de los autoritarismos. En el subcontinente americano dicha tendencia iba imponiéndose en los países vecinos de Ecuador y Nueva Granada. Los liberales  cuestionaron a los ministros de Echenique por ser todos de tendencia conservadora y autoritaria, y por el hecho que fueran a la vez miembros del Congreso, en cuyas sesiones participaban; no existían entonces en la ley restricciones al respecto. También fue muy cuestionada la Ley de Represión, aunque Echenique nunca llegó a usarla a su favor y respetó siempre las garantías, por lo menos hasta el estallido de la revolución de 1854.
El baluarte del liberalismo seguía siendo el Colegio Guadalupe, donde en 1852 José Gálvez reemplazó en la dirección a su hermano Pedro Gálvez, que pasó al servicio diplomático. José Gálvez era mucho más radical que su hermano; fue el más decidido opositor de la pena de muerte en todos los casos. Mientras que el Convictorio de San Carlos, alejado Herrera de su dirección, vio mermada su propaganda conservadora.
Los liberales querían modificar la Constitución conservadora de 1839, que estaba entonces vigente; acabar con la influencia del clericalismo y del autoritarismo; abolir la esclavitud y el tributo indígena; establecer el sufragio universal; mejorar la instrucción pública; etc. Esta oposición liberal jugó importante papel en la revolución de 1854

### El baile de La Victoria
Un acontecimiento social resonante fue el llamado “baile de La Victoria”, que es relatado en una de las tradiciones de Ricardo Palma. Se trató de un baile que el presidente Echenique organizó en honor de los legisladores, el 15 de octubre de 1853, en la suntuosa mansión de su esposa Victoria Tristán situada en lo que hoy es el distrito de La Victoria. Asistieron autoridades políticas y judiciales, el cuerpo diplomático y personalidades de la alta sociedad limeña. Se dice que fue la fiesta más esplendorosa que se vio en la Lima republicana, que escandalizó a la ciudadanía por el exceso de lujo y derroche mostrado, y que sin duda fue uno de los motivos que alimentó la rebelión popular que estalló al año siguiente.

## Aspecto económico
Frente a la creencia generalizada de que la situación económica del país que dejó Castilla en 1851 era óptima, Echenique dice lo contrario en sus Memorias, al sostener que solo halló en la caja fiscal la suma de 46 653 pesos y gran parte de ésta en documentos por cobrarse. Además, se adeudaba a la Casa Gibbs más de un millón de pesos por adelantos que había hecho sobre las ventas del guano. Asimismo, el Estado debía empezar a partir de 1852 a satisfacer los intereses de las deudas externas con Chile e Inglaterra, según el arreglo hecho por el gobierno anterior, así como de la deuda interna o de la Consolidación. Por consiguiente, el gobierno de Echenique se planteó desarrollar una política orientada a mejorar las finanzas, enfocada en los siguientes puntos:
- El desarrollo industrial del país.
- El incremento del comercio.
- La distribución racional de los impuestos y las contribuciones.
- La explotación del guano de islas en vasta escala.

### Incentivos a la industria y el comercio
Para dinamizar las operaciones comerciales, el gobierno de Echenique empezó por autorizar la reforma del Reglamento de Comercio que databa de 1840. Finalmente, se expidió el 4 de marzo de 1852 un nuevo Reglamento de Comercio, instrumento que estimuló y facilitó el desarrollo del comercio libre, siendo mucho menos restrictivo que los anteriores reglamentos que habían sido de tendencia proteccionista. Facilitó los trámites entre los buques y las aduanas, consagró la libertad de bandera, gravó de manera elevada los productos de importación suntuarios o de goce (como el azúcar y aguardiente) y rebajó los de consumo popular (como el trigo y la harina). Las materias primas importadas necesarias para el desarrollo de la industria local (amenazada entonces por la competencia extranjera), fueron liberadas de derechos de importación.
Se realizó también una reforma radical en lo que respecta a la contribución del ramo de patente industrial. Fueron exonerados de este pago los industriales cuya utilidad fuese menor de 200 pesos anuales. Se permitió el pago de las patentes en cuotas semestrales. Se abolió la patente de artes mecánicas.
Por ley de 29 de octubre de 1851 se suprimió el pago del derecho de pontazgo por atravesar a pie los puentes en territorio peruano. Otro decreto posterior eliminó el pasaporte interior y declaró el libre tránsito en toda la República.
Con el fin de estimular el ramo de minería, se exoneró del pago de derechos de exportación a los minerales en bruto (y en general a todo producto peruano) que saliera por los puertos autorizados para el comercio marítimo, exceptuando el oro en pasta o polvo y la plata en pasta.
Se liberó también de todo derecho de pago al tabaco cultivado en el país.

### Incremento de la venta del guano
El guano se explotaba entonces bajo el sistema de consignación, método por el cual una firma o casa comercial hacía contrato con el Estado para encargarse del transporte y venta del producto a los mercados internacionales, recibiendo a cambio una comisión. Pero los consignatarios, a instancias del mismo Estado, que siempre andaba urgido de fondos, adelantaban el pago a manera de préstamo, con garantía de la futura venta del guano y sujeto a intereses. Este sistema era negativo para los intereses del país, pues servían de estímulo al despilfarro fiscal y facilitaba a los consignatarios que renovaran indefinidamente condiciones muy poco ventajosas para el fisco.

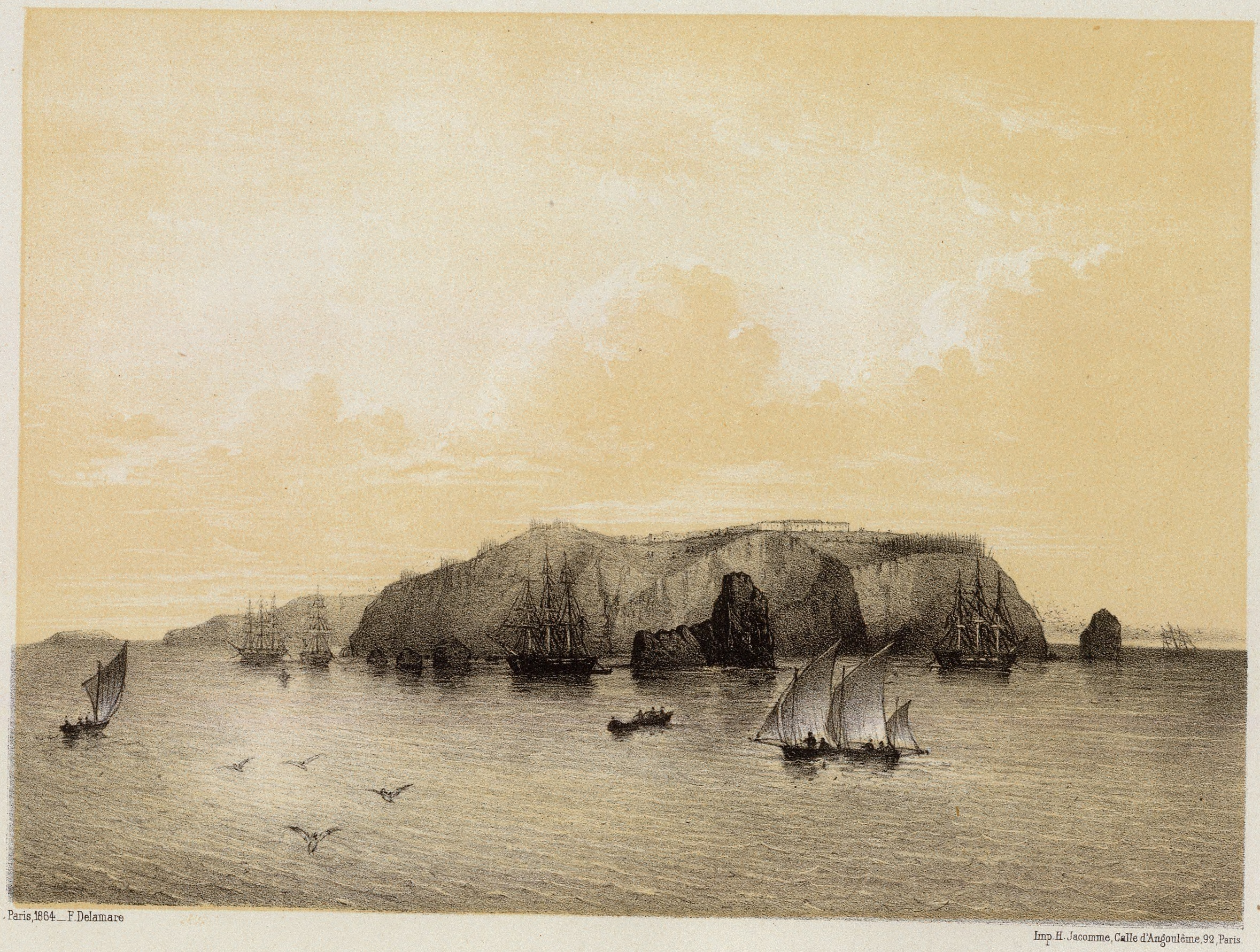
Las islas Chincha, donde se extraían las mayores cantidades de fertilizante o guano durante la era del guano.

Hasta julio de 1851, el Estado había recibido, con garantía de la venta del guano, más de ocho millones de pesos en adelantos, préstamos y otras operaciones, de los que había pagado cerca de seis millones y medio. El gobierno contaba para amortizar el saldo pendiente de un millón y medio de pesos, con más de 150 mil toneladas extraídas y con el carguío de más de 57 mil toneladas que por entonces se hacía en las islas Chincha. El sistema de las consignaciones dejaba pues muy endeudado al Estado.
La más importantes de esas firmas consignatarias era la Casa Gibbs (Antonio Gibbs e hijos), inglesa, que actuaba en el país desde 1842. Esta firma había logrado en 1849 (primer gobierno de Castilla) un contrato con el Estado para la venta del guano a cualquier lugar de Europa, a excepción de Francia, por el plazo de un año, contrato que fue renovado en 1850 por cinco años más. También habían consignatarios nacionales como Francisco Quirós, Julián de Zaracondegui, Nicolás Rodrigo, Felipe y Federico Barreda.
Cuando Echenique llegó al poder, la renta proveniente del guano ya se había convertido en el más importante de los ingresos del fisco. La exportación del guano llegó, según cifras oficiales, a 199 045 toneladas en 1851, 110 582 en 1852 y 64 527 en los seis primeros meses de 1853. El mayor consumidor de guano era Inglaterra, seguido por Estados Unidos.
Entre 1851 y 1852 el gobierno celebró contratos con otras casas comerciales para que distribuyeran el guano en diversos mercados del mundo: la Casa Montané y Cía. (para Francia y sus colonias); Cristóbal Murrieta y Cía., de Londres (para España); Enrique Kendall, de Liverpool (para la colonia británica de Mauricio) y José Sevilla y Cía., de Lima (para China y otros lugares de Asia). En sus Memorias, Echenique se jacta de haber restringido la consignación de la Casa Gibbs al mercado inglés. Era cierto, pero al mismo tiempo amplió los privilegios que tenía esta casa en el negocio.
Efectivamente, el 21 de marzo de 1853 el gobierno prorrogó sin ningún tipo de ventaja económica adicional y por seis años la consignación a la Casa Gibbs a partir de 1855, año en que finalizaba el contrato firmado en 1850. Este acto fue muy criticado por la oposición parlamentaria, arremetiendo especialmente contra el ministro de Hacienda Nicolás Fernández de Piérola y Flores. Este era un sabio naturalista natural de Camaná, padre del futuro presidente de la República, Nicolás de Piérola, que por ese tiempo estudiaba en el Seminario de Santo Toribio..

### La conversión de la deuda externa inglesa

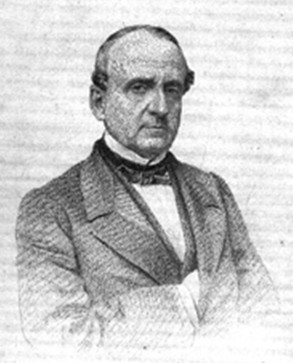
Manuel de Mendiburu, ministro de Hacienda y Comercio de Echenique, negoció la conversión de la deuda externa inglesa, así como la conversión de la deuda interna en externa.

En 1853 fue enviado a Londres el general Manuel de Mendiburu, que desempeñaba entonces el cargo de ministro de Hacienda. Su misión era renegociar el acuerdo de la deuda inglesa de 1849, pues habían surgido dificultades con los tenedores de bonos de dicha deuda. Mendiburu celebró el 25 de febrero de 1853 el contrato de la conversión de la deuda con las firmas Murrieta & Cía. y C. J. Hambro e hijos de Londres, pactándose un préstamo de 2 600 000 libras esterlinas a 4.5% de interés, que fue destinado a amortizar la deuda inglesa que se venía pagando al 6%. Parte del excedente de la conversión se usó en pagar parcialmente la deuda a Chile, que también tenía el 6% de interés. A decir de Echenique, el arreglo tuvo ventajas para el Perú, pues al reducirse el porcentaje de intereses de 6% a 4.5% permitió el ahorro de 200 000 pesos para el fisco.

### La conversión de la deuda interna a deuda externa
La más controvertida operación que Mendiburu realizó fue la conversión de la deuda interna a deuda externa. La deuda interna o deuda de la Consolidación era la deuda que el Estado tenía con particulares desde los días de la guerra de independencia, deuda que bajo el gobierno de Castilla se había empezado a pagar, la llamada Consolidación de la deuda interna, que fue muy controvertida, pues hubo indicios claros de corrupción. El convenio celebrado por Mendiburu consistió en intercambiar los vales de consolidación, que ganaban un 6% de interés, por los bonos de la deuda externa, que tenían un 4.5% de interés. Los defensores de esta operación argumentaron que el Estado peruano se beneficiaba ahorrándose la diferencia de un 1.5 % del pago de intereses, que Echenique calculó en 150 mil pesos al año.
El contrato se celebró en Londres con la Casa J. J. Urribaren de París, por seis millones de pesos en vales de consolidación. Otro acuerdo se firmó en Lima, con la Casa Montané de París, por tres millones de pesos en vales (12 de julio de 1843). Todos esos vales equivalían al 46% de toda la deuda interna consolidada del Estado peruano..
Las Casas Urribarren y Montané recogieron esos vales de consolidación, las cancelaron y recibieron a cambio certificados o títulos de la deuda externa peruana, cuyo servicio debía hacerse con la venta del guano. Según Alfonso W. Quiroz, estos acuerdos fueron firmados con el propósito de "lavar" los vales de la consolidación obtenidos mediante la corrupción..

### El arreglo de la deuda externa con Ecuador, Nueva Granada y Venezuela
La prosperidad de las arcas fiscales, fruto de las rentas del guano, permitió el arreglo de la deuda externa que se tenía con los gobiernos de Ecuador, Nueva Granada y Venezuela por la ayuda dada al Perú durante la guerra de la independencia, cuando dichos países formaban parte de la Gran Colombia. Generalmente este es un hecho que el común de los latinoamericanos desconoce, que la llegada del Ejército Libertador de Bolívar tuvo un precio que el Perú se comprometió a pagar. Después de varios intentos para llegar a un acuerdo, este se dio finalmente, firmándose la Convención de Bogotá, el 15 de junio de 1853. Inicialmente, la demanda colombiana era de más de 11 millones de pesos como deuda global, pero luego quedaron reconocidos a favor de Nueva Granada y del Ecuador 2 860 000 pesos.
Con Venezuela se firmó un convenio aparte, en la ciudad de Lima, el 25 de julio de 1853. Se reconoció la deuda con Venezuela en 855 000 pesos. El pago de toda la deuda a las tres Repúblicas grancolombianas se hizo efectivo de manera paulatina en los años siguientes. El Perú les abonó, en total 3 715 000 de pesos.
En cuanto a las deudas con Chile, Inglaterra y otros países, estas ya se habían resuelto en el anterior gobierno de Castilla y venían pagándose por entonces.

### El pago de un millón de pesos a los herederos de Bolívar

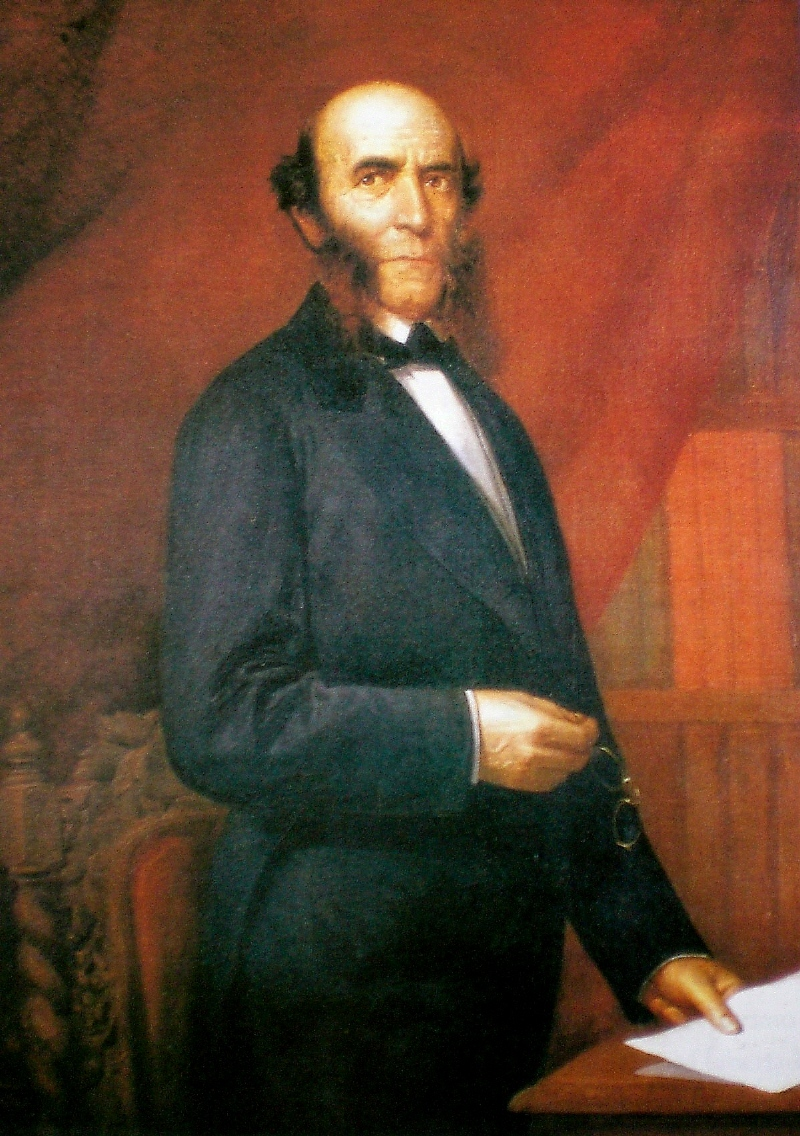
El diplomático venezolano Antonio Leocadio Guzmán fue quien tramitó el pago de un millón de pesos a favor de los herederos de Bolívar.

Echenique alentó también a que se pagara a los herederos de Bolívar la suma de un millón de pesos, decisión originada por una controvertida ley del Congreso Constituyente de 1825, que de esa manera muy generosa había premiado al Libertador en medio de la entusiasmo suscitado por el triunfo de Ayacucho. Se dio la orden al respecto a la Caja de Consolidación, con fecha de 23 de octubre de 1853. El que tramitó el expediente, a nombre de los herederos de Bolívar, fue Antonio Leocadio Guzmán, un destacado político venezolano que hacía entonces de ministro plenipotenciario en Lima y que fue ayudado por Manuel María Cotes, comerciante venezolano y primo político de Echenique. Domingo Elías acusó Leocadio Guzmán de haber repartido 500 mil pesos en sobornos para lograr ese cobro, pero este lo desmintió. Hubo, efectivamente, sospechas de maniobras de corrupción en ese pago

### El escandaloso pago de la deuda interna o de la Consolidación
En el plano económico, el suceso más sonado del gobierno de Echenique fue la consolidación de la deuda interna, es decir, el pago de la deuda que el Estado había contraído con ciudadanos particulares durante la guerra de la independencia y contiendas posteriores, operación iniciada por el anterior gobierno de Ramón Castilla que usó para ello los recursos fiscales provenientes del guano de las islas.
El gobierno de Castilla, al culminar su mandato en 1851, reconoció haber pagado como concepto de deuda interna la suma de 4 320 400 pesos debidamente sustentados; consideraba que el monto final no debería sobrepasar los 6 o 7 millones de pesos. Por esos días ese pago no generaba ninguna estridencia y pasaba desapercibido. Pero no bien empezado el gobierno de Echenique ocurrió una explosión: se llegaron a reconocer más de 19 millones de pesos adicionales a los reconocidos por Castilla. Se amplió significativamente el número de los supuestos acreedores del Estado. No se establecieron requisitos más severos para aprobar los expedientes y no se formó una comisión depuradora de ellos. Asombra la manera permisiva con que se manejó el pago de la deuda interna; incluso bastaba solo con el testimonio oral, sin mediar un documento probatorio. En cifras redondas, la Caja de la Consolidación reconocía hasta el 28 de julio de 1853 la suma de 23 211 400 pesos; esa cifra el mismo Echenique la mencionó en su mensaje al Congreso de ese día. Todo esto generó una sospecha razonable de malos manejos, al no justificarse plenamente la aparición repentina de tan elevada deuda, que casi cuadriplicaba el monto originalmente calculado por Castilla.
Los opositores de Echenique adujeron que esa tremenda inflación de la deuda consolidada se debía a que muchos allegados del presidente adulteraron documentos y expedientes para aumentar dolosamente algunas deudas verdaderas, o incluso para inventar muchas de ellas y hacerse pasar por acreedores del Estado sin serlo en realidad. El gobierno de Echenique fue acusado de no haber verificado la autenticidad de esos expedientes o en el peor de los casos, de ser copartícipe de esas maniobras fraudulentas, presumiblemente a cambio de sobornos. En un informe emitido por la junta revisora de los expedientes de la consolidación en 1855, ya en el siguiente gobierno, se señaló que 12 180 800 de los 19 millones de pesos reconocidos por Echenique tenían origen fraudulento.
Lo que rebasó la medida de esta descarada corrupción fue cuando quedó establecido que los vales de la consolidación dejaran de ser nominales, o sea que podían ser endosables, lo que sirvió para que algunos personajes influyentes abrieran oficinas con el objeto de adquirir vales por debajo de su valor (especulación). En poco tiempo esos vales se concentraron en pocas personas, todas ellas amigas y allegadas al presidente y su círculo de colaboradores. Estos acaparadores, con la mediación del Estado, vendieron esos vales a las Casas Urribarren y Montané (consignatarias del guano), que recibieron a cambio los bonos de la deuda externa peruana. Esa fue la llamada conversión de la deuda interna en deuda externa, según ya quedó explicado anteriormente. Se trataba de una operación destinada a "blanquear" los vales de consolidación adquiridos mediante la corrupción. El monto de todos esos vales ascendía a 46% de toda la deuda interna consolidada. En todo este manejo estuvieron involucrados los ministros de Hacienda Manuel de Mendiburu y Nicolás Fernández de Piérola.
Resumiendo, el Estado peruano pagó a diversos particulares más de 23 millones de pesos, originándose así muchas fortunas y surgiendo una clase emergente de "nuevos ricos", que fueron apodados despectivamente los "consolidados". Este escandaloso hecho sacudió a todo el país y fue la principal bandera o causa de la revolución de 1854, encabezada por el mismo Ramón Castilla con el apoyo de los liberales, y que se trajo abajo al gobierno.
Echenique, en su Manifiesto que lanzó desde su exilio en Nueva York, adujo en su defensa que le habría sido imposible examinar cada uno de los expedientes de la consolidación, que para eso se había nombrado a otras personas capaces de cuya honorabilidad no se podía dudar. Además, defendió a toda costa ese pago, pues, según él, aunque hubiera habido especulaciones de por medio, el dinero abonado había beneficiado a miles de familias peruanas, construyéndose así una base para el desarrollo económico del país. Esto último es refutado por el historiador Alfonso W. Quiroz, que demuestra que ese pago favoreció mayormente a un grupo de personajes ligados al presidente, que así pretendía crear en torno suyo una red de patronazgo que le garantizara un respaldo político y militar.

## Política educacional y cultural
En el campo educacional, el gobierno de Echenique fue más discreto que su antecesor, aunque hizo varias  obras importantes.

### Fundación de colegios
Durante este periodo se fundaron varios colegios nacionales.
Por ley del 29 de noviembre de 1851 se declaró colegio nacional al colegio San Francisco de Arequipa. Por otra ley dada ese mismo día se creó el Colegio de Chuquibamba, que adoptó el nombre de San Rufino, pero poco después fue cerrado por escasez de rentas. Se reabriría en 1861 con el nombre de San Luis de Gonzaga.
Por ley de 24 de octubre de 1852 se declararon nacionales los colegios de la Unión y de la Convención en el Cuzco y se les dotó de rentas.
El Colegio de Huancayo fue fundado por Sebastián Lorente como plantel particular en 1851 y un decreto de 23 de noviembre de 1852 le elevó a la categoría de colegio nacional, adoptando el nombre de San Rufino. Años después cambió su nombre por el de Santa Isabel.

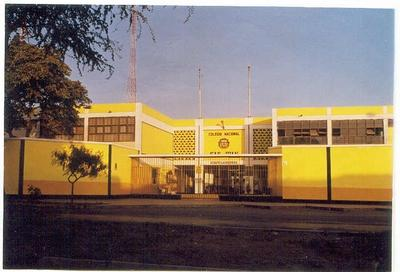
Actual fachada del Colegio Nacional de San Juan de Trujillo.

Por resolución suprema de 18 de mayo de 1854 se ordenó la fundación del Colegio Nacional San Juan de Trujillo, separándolo del Seminario Conciliar de San Carlos y San Marcelo para aquellos alumnos que no tuvieran vocación sacerdotal. Todo ello se hizo a instancias del obispo de Trujillo Agustín Guillermo Charún.
Cuenta Echenique en sus Memorias que también planificó la instalación de una Escuela de Artes y Oficios en Lima, para que los hijos de artesanos y de las clases inferiores, una vez que culminaran su primaria, aprendieran un oficio. Obra que se complementaría con la fundación de otros locales similares en provincias. Para ese fin, contrató los servicios de especialistas europeos y habilitó un local en Chacarilla para el funcionamiento de la Escuela. Pero vino la revolución de 1854 y todo quedó en suspenso. El gobierno de Castilla retomaría esa obra, aunque variando su plan original.
Echenique cuenta que al finalizar su gobierno habían «seiscientas cincuenta y dos escuelas de niños con 28,558 alumnos y 73 de niñas con 3,404 alumnas, cosa que, por cierto, no había sucedido hasta entonces».

### La Escuela Normal
El gobierno de Echenique, ante la necesidad del país de contar con una Escuela Normal dedicada a la formación de maestros varones, encargó al ministro plenipotenciario en Madrid Joaquín José de Osma la contratación de un profesional para que se encargara de la planificación y realización de tal obra. El elegido fue el español Francisco Merino Ballesteros, que llegó al Perú en 1854. Pero debido a una serie de inconvenientes, la apertura de la escuela se fue prorrogando, hasta que estalló la revolución de ese mismo año que suspendió todo. La inauguración de la Escuela Normal sería retomada por el siguiente gobierno.

### Apoyo a las Bellas Artes
En sus Memorias, Echenique cuenta que envió a Europa a los pintores Francisco Laso y Luis Montero para que se perfeccionaran en su arte, así como para que ya de regreso al Perú, estuvieran capacitados para abrir Escuelas de Bellas Artes, las que serían dotadas de rentas. Esas becas serían sin embargo suspendidas luego del triunfo de la revolución de 1854.
Francisco Laso era hijo de Benito Laso, el célebre jurista y político. Ya había estado en París, entre 1843 y 1849, practicando en el taller del pintor suizo Charles Gleyre, adonde retornó en 1851 merced a la beca que le dio el gobierno de Echenique. Regresó al Perú en 1855. Fue un destacado retratista y pintó también temas indigenistas. Una de sus obras más conocidas es la titulada La Pascana.
El piurano Luis Montero ya antes había sido becado a Italia por el gobierno de Castilla. Retornó al Perú en 1851 y causó sensación al exponer sus obras, una de las cuales era la célebre Venus dormida. Eso le valió su segunda beca, otorgada por el gobierno de Echenique, con la que partió a Europa en 1853. Fue también, al igual que Laso, un gran retratista. Es uno de los principales representantes de la pintura academicista. Otra de sus obras célebres es Los funerales de Atahualpa (1868).

### El Colegio de Misioneros de Ocopa
Por ley de 30 de julio de 1851 se mandó a restablecer el colegio de misioneros franciscanos de Ocopa, en la selva central (Junín). Con ello se ratificaba lo dispuesto por el presidente Luis José de Orbegoso en 1836, cuando abolió la laicización del convento que el Libertador Bolívar había impuesto en 1826.
El misionero más destacado que actuaba en el Perú en esos años era el padre español Pedro Gual y Pujadas que había arribado en 1845, pasando a ser guardián del Convento de Ocopa. En 1851, Gual se trasladó a Lima con algunos misioneros franciscanos, provocando entusiasmo entre la feligresía católica, que logró que los religiosos se quedaran en el antiguo Convento de los Descalzos como hospicio dependiente de Ocopa. Por decreto de 17 de agosto de 1853, el Convento de los Descalzos fue elevado a la categoría de Colegio de Propaganda Fidei, ejerciendo Gual como su guardián.
Los misioneros españoles provocaron una explosión de fervor católico entre los limeños, lo que venía a contrarrestar la propaganda liberal y anticlerical que destacados políticos difundían entonces, demostrando así que la fe cristiana se mantenía viva en el país. El padre Gual polemizó incluso con el célebre clérigo liberal Francisco de Paula González Vigil.

## Obras públicas
Echenique se mostró desde el principio muy preocupado por el progreso material del país y el desarrollo económico de las provincias mediante el impulso de la agricultura, minería, comercio, ganadería y manufacturas. Para desarrollar su vasto plan puso a disposición las rentas abundantes producidas por la explotación del guano de islas. Efectivamente, su gobierno se habría de caracterizar por las numerosas obras públicas que hizo en toda la República y en ese sentido, fue un antecedente del gobierno de José Balta (1868-1872).

### La contratación de ingenieros civiles del extranjero
Echenique instruyó al personal de las legaciones o embajadas peruanas en el extranjero a reclutar a ingenieros, para que trabajaran por un tiempo en el Perú e instruyeran a los futuros técnicos peruanos, ya que en el país no había todavía ese tipo de profesionales, al arrastrar todavía el lastre de la herencia colonial.

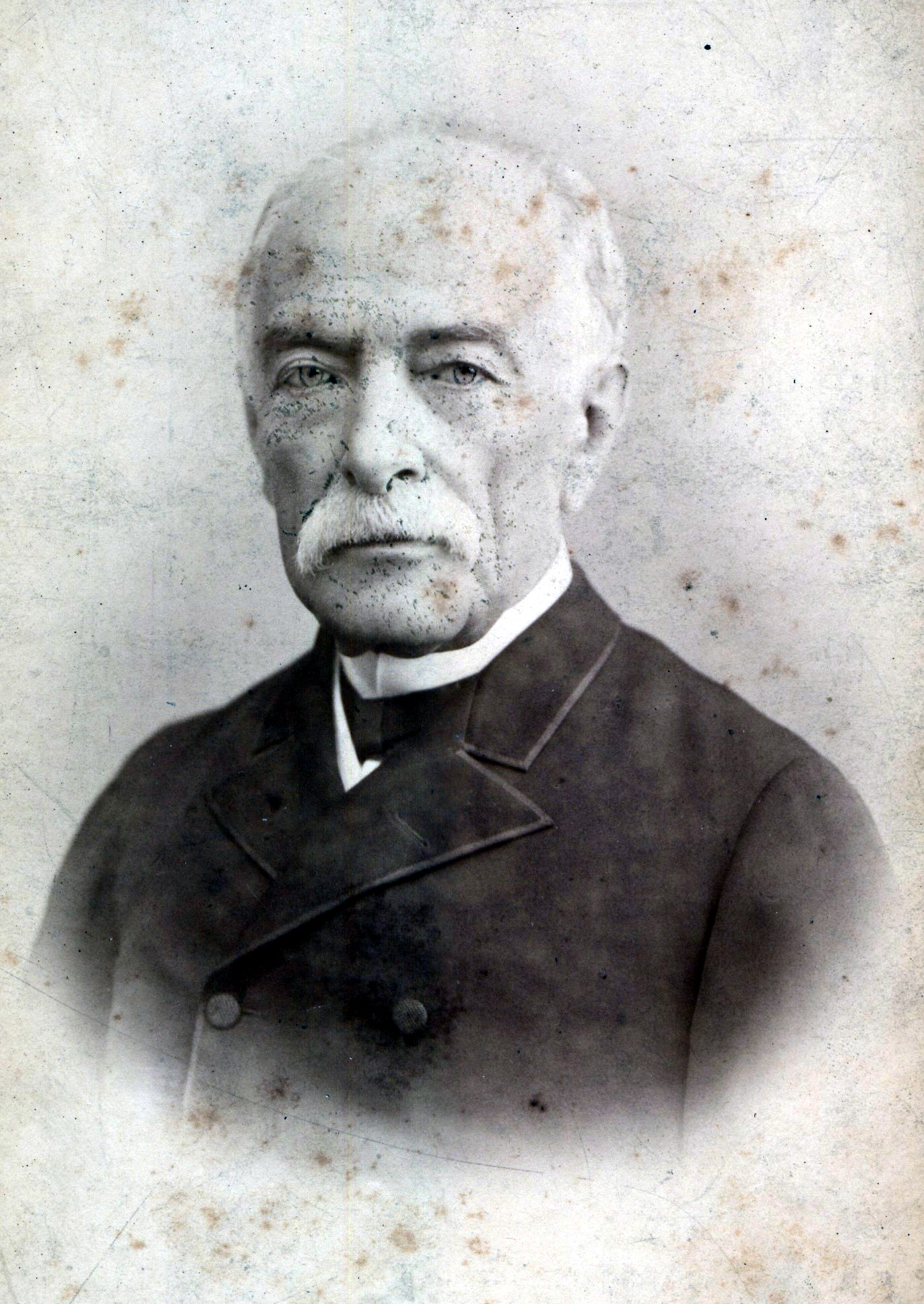
Ernest Malinowski, ingeniero polaco que fue contratado por el gobierno de Echenique.

En París se encargó del reclutamiento de ingenieros el diplomático Marco del Pont, siendo contratados el polaco Ernest Malinowski y los franceses Emile Chevalier y Charles Fraguett, todos ellos de un alto nivel profesional. Los ingenieros llegaron al Perú en 1852 y se pusieron al frente de las obras públicas emprendidas por el gobierno, creando el 30 de diciembre de 1852 la Comisión Central de Ingenieros Civiles. También organizaron la Escuela de Ingenieros, cuyo Reglamento quedó expedido el 28 de junio de 1853, pero debido a la falta de un presupuesto adecuado, sumado a la guerra civil que estalló al año siguiente, no llegó a entrar en funcionamiento (dicha Escuela sería inaugurada tiempo después, en 1876, en el gobierno de Manuel Pardo).
Ernest Malinowski se quedó a vivir en el Perú y fue una de sus figuras descollantes en el campo de la ingeniería; él fue, ya en los años 1870, el constructor del Ferrocarril Central del Perú, bajo la dirección de Henry Meiggs, que es una de las obras más imponentes de la ingeniería de todos los tiempos.

### Obras de irrigación
Echenique estaba convencido de que el desarrollo económico radicaba en la agricultura, por lo que consideró necesaria una efectiva política de irrigación para ampliar las zonas cultivables del país, especialmente en la costa desértica. Los ingenieros contratados por el gobierno, Malinowski, Chevalier y Fraguett, se encargaron de estudiar importantes proyectos de irrigación en distintos puntos del territorio peruano, figurando entre los más importantes: Uchusuma y Moquegua (Tacna); Vincocaya, La Caldera y Yumina (Arequipa); así como otros proyectos en los valles de Tumbes, Santa (Áncash), Trujillo, Rímac, Cañete y Pisco.
El canal de Uchusuma era una obra acuífera hecha por una empresa particular, que transportaba el agua del río Uchusuma (a más de 3000 msnm) hasta los campos de cultivo de Tacna. Echenique, que encontró esta obra suspendida, dispuso que el Estado la retomara y si bien se vio otra vez paralizada, esta vez por la revolución de 1854, los siguientes gobiernos la continuaron ampliando. Se intensificaron también los trabajos de la represa de Salado en Lambayeque. En lo que respecta al valle de Lima, los ingenieros contratados por Echenique estudiaron la posibilidad de alimentar al río Rímac con las aguas de las lagunas altoandinas de Huascacocha y Parcococha.
Echenique propuso también ganar nuevas áreas de cultivo en la selva, en donde apostó por la colonización de inmigrantes procedentes de Europa.

### Obras viales
Echenique mostró especial interés en la construcción de carreteras y puentes que facilitaran la conexión de las provincias del interior entre sí, y estas con la capital. Emprendió así la construcción del camino de Cuzco a Arequipa y el de Lima a Matucana; y se mejoró el camino de Lima al Callao.
Se contrató la construcción del puente de cal y piedra en Vitarte (este de Lima), y se colocó el puente de fierro sobre el río Lurín. También se planeó la construcción de otros dos puentes sobre el río Rímac en Lima, uno frente al convento Santa Rosa de los Padres y otro frente a la Alameda de Acho, pero el estallido de la revolución de 1854 suspendió los proyectos.

### Obras portuarias
Se construyeron los muelles de Paita y Arica, y se mejoraron los de otros puertos importantes. Se construyó la aduana de Arica, con la que este puerto empezó a progresar. Se mejoró la aduana del Callao, ampliándosela con grandes almacenes.

### Obras de saneamiento
Tanto Lima como el Callao contaban ya con contratos para la instalación del servicio del transporte del agua a través de cañerías de fierro, pero las provincias todavía se hallaban rezagadas en ese aspecto. En 1852 fue aceptada la propuesta de José Mariano Escobedo para proveer del servicio de agua a la ciudad de Arequipa. Se importaron cañerías de fierro de Europa, que fueron almacenadas en el puerto de Islay, pero al estallar la revolución de 1854 fueron utilizadas por los rebeldes arequipeños para fabricar cañones. La obra se reiniciaría y culminaría años después. Se hicieron también obras de saneamiento en Ayacucho, Áncash y Amazonas.

### El ferrocarril de Tacna a Arica
Por ley de 18 de diciembre de 1851 se autorizó la construcción del ferrocarril de Tacna a Arica. El 6 de agosto de 1852 ganó la propuesta presentada por el inglés José Hegan. El artífice de la obra fue el estadounidense Walton Evans. Fue el segundo ferrocarril en construirse en el país, siendo el primero el de Lima al Callao, realizado en el primer gobierno de Castilla.
La razón de la construcción de esta obra ferroviaria era por la importancia estratégica de esa zona del sur peruano. Durante la colonia, Arica había sido el puerto de salida de la plata que se explotaba en la mina de Potosí. Iniciada la república, continuó siendo el único puerto usado por la naciente Bolivia para la salida y entrada de sus mercaderías, pues pese a que este país tenía entonces salida al mar por la costa de Atacama (puerto de Cobija), esta era una ruta muy difícil de acceder desde el Altiplano. Arica fue desde siempre la única salida natural de Bolivia hacia mar. Las firmas comerciales que hacían ese tráfico comercial no se radicaron en Arica, sino en Tacna, situada a 40 km de distancia del puerto de Arica, por ser un lugar más salubre. Fue así como Tacna, que originalmente había sido una aldea de campesinos indígenas, empezó su desarrollo material.
Se proyectaron también los ferrocarriles de Islay a Arequipa,  de Pisco a Ica y de Paita a Piura.

### El Mercado Central de Abastos de Lima
En el anterior gobierno de Ramón Castilla se había ordenado la construcción del Mercado Central de Abastos, expropiando para ello casi la mitad de los terrenos del Convento de la Concepción, área situada entre las actuales avenida Abancay y jirón Andahuaylas. En 1847 se habían iniciado las demoliciones,  pero la obra se paralizó por falta de recursos y así seguía al momento de la llegada al poder de Echenique. Este puso la obra en licitación, que la ganó José Dañino, y así se reinició la obra, a la que se destinó un área de 13 000 metros cuadrados. El Mercado se inauguró tiempo después, ya por los años 1860, y adoptó el nombre de La Concepción, igual que el del convento. El edificio tenía un diseño sencillo y abarcaba solo un piso. Fue el primer mercado de abastos moderno que tuvo Lima y según el viajero estadounidense George Squier, era mejor y más espacioso que los que existían por entonces en Nueva York.
También se construyó el Mercado de Abastos de Moquegua.

### Embellecimiento de Lima

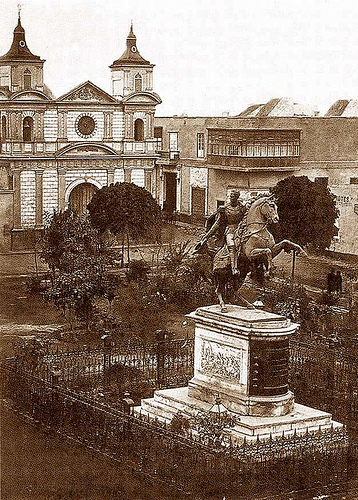
Una vista de la Plaza Bolívar, con el monumento del Libertador, que fue inaugurado bajo el segundo gobierno de Ramón Castilla (1859).

Para el embellecimiento de la capital el gobierno mandó confeccionar en Roma las estatuas de Cristóbal Colón y Simón Bolívar, siendo el encargado de hacer los concursos públicos el ministro plenipotenciario en dicha ciudad, Bartolomé Herrera (1853). El escultor Adamo Tadolini ganó el concurso para la estatua de Bolívar, y el escultor Salvatore Revelli para la de Colón. Las obras tuvieron un retraso debido al estallido en Perú de la guerra civil de 1854 y llegaron al Perú ya bajo el segundo gobierno de Ramón Castilla.
El lugar destinado para la erección de la estatua del Libertador Bolívar fue la Plaza de la Inquisición, actual Plaza Bolívar, frente a la cual se halla actualmente la sede del Congreso. Fue la primera plaza pública de Lima que alojó un monumento dedicado a un personaje de la época republicana. En tanto que la escultura de Colón fue destinada para adornar la plaza de Santa Ana (actual Plaza Italia), aunque recalaría finalmente en la Alameda de los Descalzos.
También se empezaron las obras de remodelamiento en la Alameda de los Descalzos y se contrató la construcción de doce estatuas que representan los signos zodiacales, así como las verjas para rodearla; esta obra se concluiría bajo el segundo gobierno de Castilla. Otra obra proyectada por Echenique fue el Jardín Botánico de plantas medicinales de Lima, que Echenique planeó elevar sobre la Plaza de Santa Ana.

## Política naval

### Incremento de la Marina de Guerra

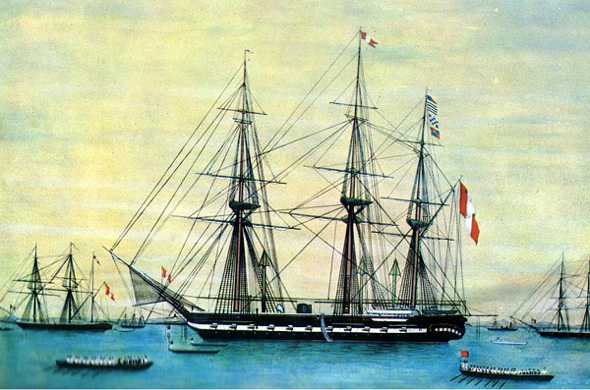
Óleo de la Marina de Guerra del Perú que representa a la fragata Apurímac.

Echenique continuó con el fortalecimiento de la Marina iniciado por el presidente Castilla, cuyo fin era dar la superioridad naval al Perú en el Pacífico Sur. Mandó a construir en Inglaterra la fragata mixta Apurímac, a vapor, de 1600 toneladas con 34 cañones; y las goletas Tumbes y Loa, de 700 y 400 toneladas, respectivamente, y con 4 cañones la primera, y 2 la segunda. El marino peruanochileno José María Salcedo fue el encargado de realizar la supervisión de las obras navales. La Apurímac arribó al Callao el 12 de noviembre de 1855.
La armada peruana llegó así a ser la más importante de Sudamérica: contaba con 17 unidades. Marinos peruanos fueron enviados a Europa para perfeccionarse en su profesión.

### El sacrificio de Juan Noel
Un episodio trágico y a la vez heroico ocurrió por entonces en la marina peruana, en plena época de paz. Fue el hundimiento de la fragata Mercedes, frente a Casma, en el que pereció su comandante Juan Noel y varios cientos de hombres.

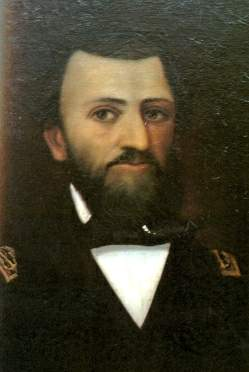
El comandante de la fragata Mercedes, Juan Noel, se hundió con su buque frente a Casma en un trágico accidente. No quiso abandonar la nave sin antes salvar a su tripulación.

El capitán de fragata Juan Noel era paiteño. Se desempeñaba como comandante de la fragata a vela Mercedes (que hacía de buque escuela), cuando fue enviado con su nave hacia Casma, junto con el vapor Rímac, con la misión de embarcar tropas. Cumplida esta labor, se concertó que, durante el viaje de retorno al Callao, el Rímac remolcaría a la Mercedes, pero cuando se alejaba ya de Casma, se rompieron los cables de remolque. La Mercedes quedó al garete siendo empujado por el fuerte viento hacia un arrecife llamado la rocanegra. La fragata, que llevaba 800 soldados a bordo, empezó a naufragar. Noel no quiso abandonar su barco hasta que no estuviera a salvo el último de sus hombres. Fatalmente, el buque se hundió en el mar llevándose consigo a la mayoría de sus tripulantes y pasajeros, incluido Noel (2 de mayo de 1854). Su esposa, María de la Cruz Andrade, una de los pocas sobrevivientes de la tragedia, presenció su sacrifico. Solo un centenar de soldados lograron salvarse.
El heroísmo de Noel quedó inmortalizado en el himno de los cadetes de la Escuela Naval, en el que se alude a su desprendimiento por salvar a sus subordinados antes que a sí mismo: «Como el noble Noel, prefiramos antes salvarnos a otros salvar».

## Política inmigratoria

### Derogatoria de la ley inmigratoria de 1849

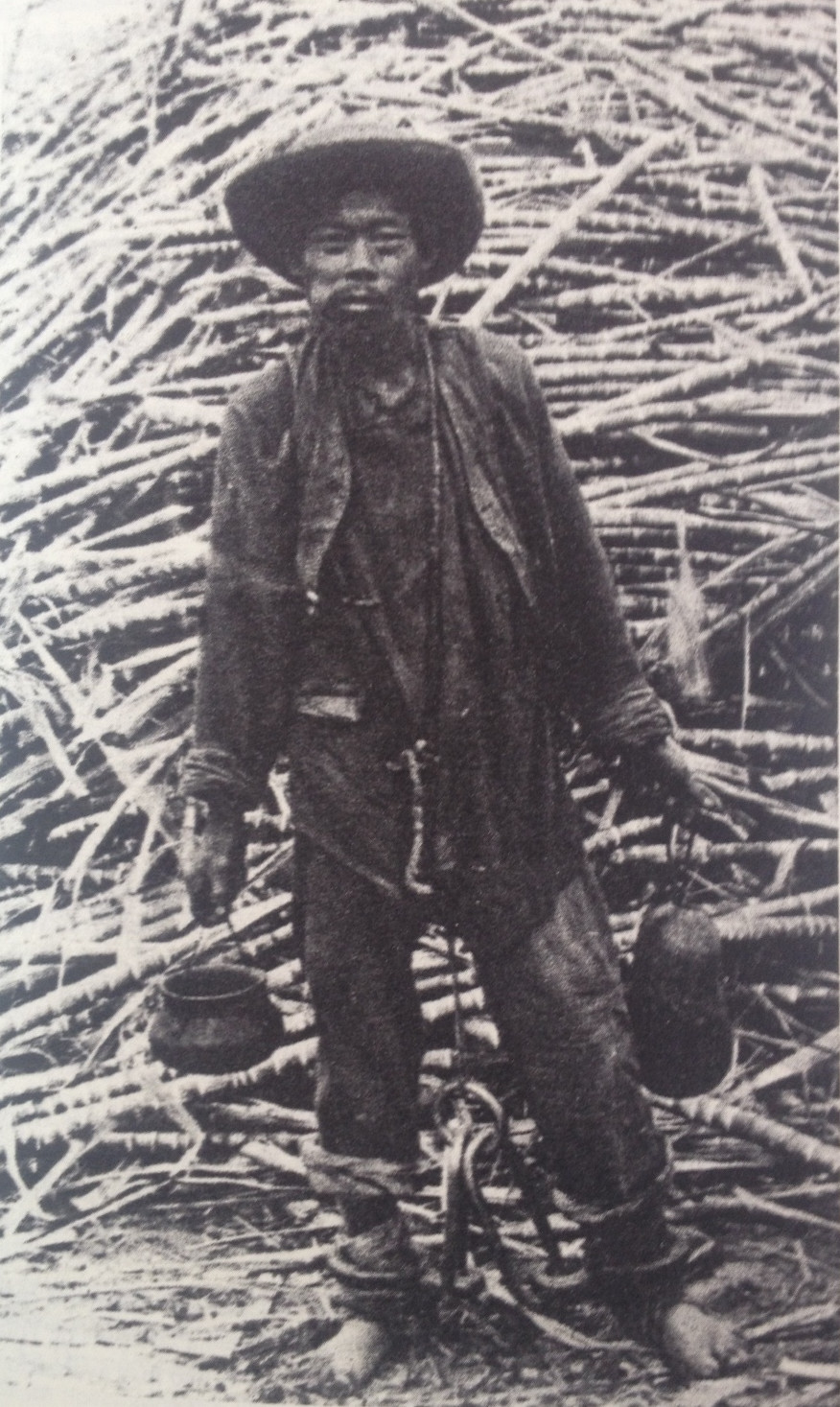
Trabajador chino o coolíe en el Perú. Fotografía de 1881.

En su Mensaje al Congreso Ordinario de 28 de julio de 1853, el presidente Echenique indicó la necesidad de que el Congreso estudiase un nuevo sistema para atraer inmigrantes, pues el sistema creado por la ley de 1849 (la llamada “ley china”), que daba a los empresarios una prima por cada inmigrante que introducían al país, no había dado los resultados esperados. Esa ley había solo beneficiado a empresarios avezados como Domingo Elías. En otro mensaje que dio al Congreso en 1853, Echenique consideraba que la tarea de atraer la inmigración extranjera debía estar a cargo del Estado y no de empresarios particulares, pero que antes se debían habilitar los campos de cultivo mediante la irrigación, para tener donde ocupar a los nuevos colonos. También consideró que se debía promover la inmigración de europeos, que consideraba como de más calidad que la de los asiáticos. Por ley de 19 de noviembre de 1853, la ley inmigratoria de 1849 o “ley china” fue derogada.

### La inmigración china
Pese a la derogatoria de la llamada “ley china”, la llegada de chinos o coolíes en calidad de peones agrícolas o para los trabajos del carguío del guano de islas, continuó creciendo. Se calcula que hasta 1860, fueron embarcados hacia el Perú 15 mil chinos, de los cuales llegaron 13 mil; los 2 mil restantes fallecieron en el largo viaje de travesía. A partir de la década de 1860 se incrementó muchísimo más y para antes de la guerra del Pacífico de 1879, su número alcanzaba los 40 mil. 
Debido a la falta de escrúpulos de los empresarios tanto peruanos como de otra nacionalidad (una parte eran chilenos que ya por entonces lucraban con el negocio del guano y salitre en el entonces sur peruano de Tarapacá y la costa boliviana de Antofagasta), la fuerza laboral de los chinos se convirtió lamentablemente en una forma velada de esclavitud.

### La inmigración alemana
Echenique apostaba por la inmigración europea, antes que la china, pues, siguiendo la mentalidad de la época, consideraba que los europeos eran superiores tanto física como moralmente. Hasta 1853 entraron 1096 alemanes al Perú; algunos de ellos se colocaron como domésticos y artesanos en Lima, pero hubo un grupo importante que, partiendo de la capital, intentó colonizar la selva de Tarapoto y Moyobamba, sin éxito. Ello debido a que no recibieron la ayuda adecuada del gobierno para realizar tan largo y fatigoso viaje hacia zonas entonces aisladas del país, y apenas sobrevivieron unos cuantos. El sabio italiano Antonio Raimondi relata en su obra esta lamentable experiencia de los primeros colonos alemanes.
El gobierno hizo después contrato con Cosme Damián Schutz (alemán nacionalizado peruano) y Manuel Ijurra, en 4 de junio de 1853, para que introdujeran en la región amazónica peruana, 13 000 colonos alemanes, comprometiéndose abonar una prima de treinta pesos por colono y dando un plazo de seis años para su cumplimiento. Este convenio caducó a raíz de la guerra civil de 1854. Ya bajo el segundo gobierno de Castilla se hizo otro contrato con los mismos personajes (1855) y así fue como se produjo la llegada de colonos austroalemanes que se dirigieron a la selva central peruana, instalándose en Pozuzo (1859), donde, pese a sus inicios muy precarios, con el tiempo llegaron a formar una próspera colonia que hasta hoy existe. Aun así, en líneas generales, la inmigración europea no llegó a ser numerosa en el Perú, como si ocurrió en otros países sudamericanos.

## Aspectos jurídico y administrativo

### Promulgación del Código Civil y el de Enjuiciamientos

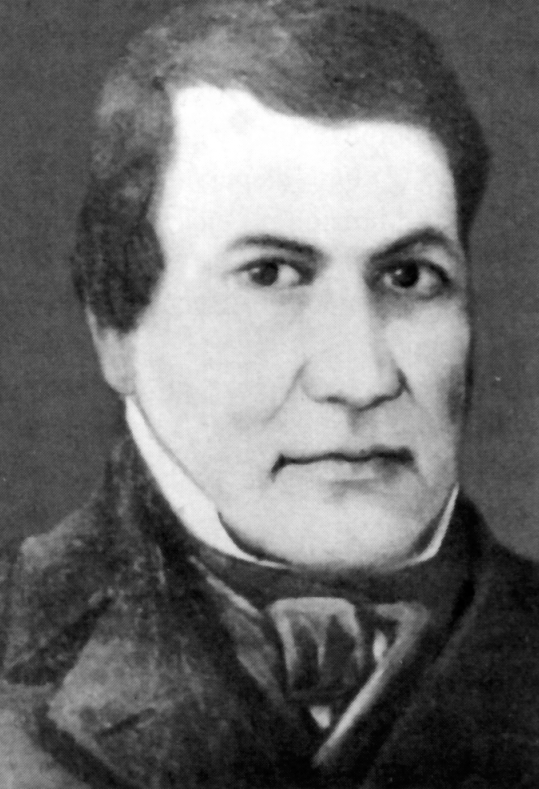
Andrés Martínez, senador y magistrado arequipeño, fue el principal redactor del Código Civil de 1852.

Durante el anterior gobierno de Castilla había quedado pendiente la promulgación del Código Civil y el Código de Enjuiciamientos en materia civil. El presidente Echenique ordenó que ambos proyectos volvieran a la discusión parlamentaria. Finalmente, los proyectos fueron terminados y presentados al Congreso, el cual, sin revisarlos, por ley de 29 de diciembre de 1851 ordenó al gobierno que los promulgara el 28 de julio de 1852 para que entraran en vigencia al día siguiente. Fueron los primeros códigos modernos que tuvo el Perú, que reemplazaron a los anticuados y enrevesados códigos virreinales que habían seguido usándose hasta entonces.
En la redacción de dichos códigos tuvo mucha influencia el ilustre intelectual arequipeño Andrés Martínez, presidente de la comisión parlamentaria que discutió los proyectos. En dicha comisión estuvieron también presentes los liberales Francisco de Paula González Vigil (que tuvo pronto que retirarse por razones de salud), Pedro Gálvez Egúsquiza y Manuel Toribio Ureta, aunque estos no dejaron su influencia ideológica en la redacción de los códigos. De hecho, los anteriores entrampamientos por cuestiones totalmente contrapuestas entre liberales y conservadores (por ejemplo, denominar al matrimonio como contrato o sacramento), no volvieron a presentarse. Otros miembros notables de la comisión fueron José Luis Gómez Sánchez, Teodoro La Rosa, Juan Celestino Cavero y Pedro José Flores, todos de provincias.
El Código Civil de 1852 se mantendría vigente hasta 1936 y el de Enjuiciamientos en materia civil hasta 1911.

### Promulgación del Código de Comercio
Por ley de 10 de enero de 1852 se ordenó la adopción del Código de Comercio español de 1829, con las modificaciones que la realidad peruana lo ameritase. Se dio un plazo de seis meses para que el Consejo de Estado hiciera esas modificaciones con anuencia del Tribunal del Consulado. Su impresión fue autorizada en 13 de febrero de 1853 y su vigencia empezó en 15 de junio del mismo año. No se limitó a ser una copia fiel del modelo español, sino que introdujo muchas variantes. Pero pronto se vería superado por los avances en materia económica, como la aparición de los bancos de emisión, las compañías de seguros, y las nuevas sociedades industriales, entre otros.
En distintas oportunidades pidió Echenique al Congreso la preparación de un Código Penal, materia mucho más ardua que los anteriores códigos, puesto que entraban en discusión principios muy controvertidos a nivel universal, como la pena de muerte, los castigos corporales, que si las cárceles debían ser sitios de castigo, reclusión o seguridad, etc. El 30 de setiembre de 1853, Echenique puso el cúmplase a la ley que designaba una comisión redactora del código. Esta no llegó a funcionar y el asunto debió ser retomado por el siguiente gobierno. El Código Penal se aprobaría en 1862.

### Restablecimiento de las Municipalidades
La Constitución de 1839 había suprimido tácitamente las Municipalidades, y varias de sus funciones fueron asumidas  por los intendentes de policía, funcionarios mixtos con facultades judiciales, ejecutivas y de seguridad pública. Al no funcionar adecuadamente este sistema, por ley de 9 de noviembre de 1853 se restablecieron las municipalidades «por ser el primer escalón de la administración civil». Pero quedaron bajo la dependencia del gobierno; el alcalde fue considerado «agente del Poder Ejecutivo». La ley, sin embargo no se puso en cumplimiento por el momento, debido a la guerra civil que estalló en 1854.

### Eliminación del pasaporte interior
Por decreto de 24 de febrero de 1852, firmado por el presidente Echenique y su ministro Joaquín José de Osma se eliminó el pasaporte interior y se declaró el libre tránsito en toda la República.

## Aspecto internacional
Echenique celebró un tratado de comercio y amistad con Gran Bretaña, reemplazando así al celebrado en la época de la Confederación Perú-Boliviana y que había sido rechazado por el Congreso de Huancayo de 1839. Asimismo, firmó tratados con Francia, Cerdeña, Portugal, Nueva Granada, Venezuela, Costa Rica, Bélgica, Estados Unidos, Chile y Brasil.
Hubo también conflictos diplomáticos e internacionales, que pasamos a detallar.

### El arreglo con Brasil. Convención de Comercio y Navegación (1851)
Desde el inicio de la República había quedado pendiente el asunto de las relaciones internacionales con el Imperio del Brasil, que abarcaba el tema del comercio y la navegación por el Amazonas, así como la cuestión de límites. Durante el segundo gobierno de Agustín Gamarra se firmó en Lima el Tratado de Paz, Amistad, Comercio y Navegación Peruano-Brasileño (1841), que aplicó el uti possidetis de facto de 1821, lo que beneficiaba a Brasil, pues los brasileños eran los que habían seguido avanzando sobre territorios que legalmente pertenecían al Perú. Empero, este tratado no llegó a ser ratificado.

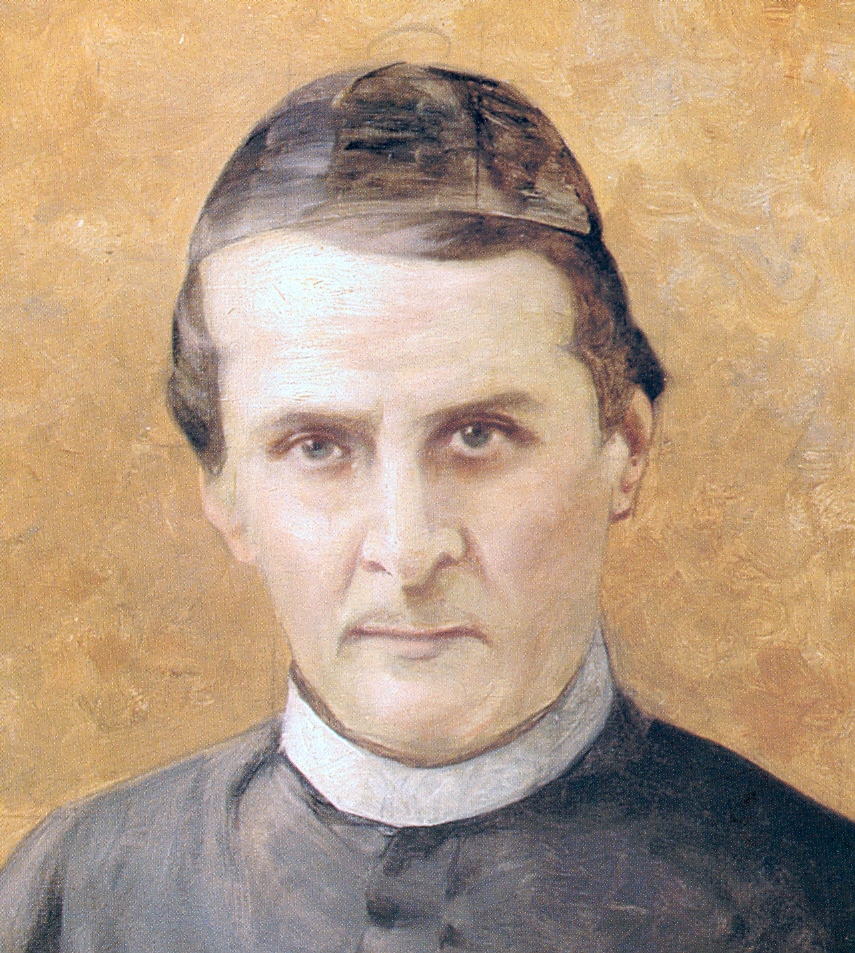
Bartolomé Herrera, ministro de Gobierno del gobierno de Echenique, se encargaba interinamente del ministerio de Relaciones Exteriores cuando firmó el controvertido convenio con Brasil de 1851.

Bajo el gobierno de Echenique se continuaron las conversaciones. El ministro interino de Relaciones Exteriores del Perú, Bartolomé Herrera, aceleró la firma de un acuerdo, al considerar la necesidad de que el Perú buscara la amistad de una potencia como Brasil, para contrarrestar de algún modo la amenaza constante del resto de los países vecinos.
Fue así como en Lima, con fecha de 23 de octubre de 1851, Bartolomé Herrera firmó con Duarte da Ponte Ribeyro, ministro plenipotenciario del Brasil, la Convención de Comercio y Navegación, convenio que incluyó un parcial acuerdo de límites de la parte norte de la frontera de ambos países. En su artículo VII fijó una línea de frontera imaginaria que partía de la población de Tabatinga hasta la desembocadura del río Apaporis por el norte y el Yaraví por el sur. La frontera del sur del Yaraví (la más extensa) no fue entonces tocada, por ser territorio desconocido. Ambas partes se comprometían a nombrar una comisión mixta que, siguiendo el principio del uti possidetis, se encargaría de fijar definitivamente la frontera; de ser necesario, debería proponer los cambios territoriales necesarios para fijar los límites que fuesen «más naturales y convenientes a una y otra nación».
En lo que respecta al comercio y navegación, se pactó «que las mercaderías, productos y embarcaciones» que se transportaran de Perú a Brasil o viceversa, estuvieran exentas de todo derecho, y que «la navegación en el Amazonas debe pertenecer a los respectivos Estados ribereños». Pero por el momento el Perú no logró la libre navegación por el río Amazonas; ello solo se daría años después, en 1858, con la firma de otra convención fluvial, ya bajo el segundo gobierno de Ramón Castilla.
Este acuerdo ha sido muy criticado en el Perú y es considerado uno de los tratados más controversiales de la historia diplomática peruana. Las críticas se enfocan en los siguientes puntos:
- Que, siendo el acuerdo una convención de carácter comercial y fluvial, y no un tratado limítrofe, resultaba cuestionable que se ocupara de fijar límites de territorio, aunque fuera solo de manera parcial.
- El hecho que el convenio aceptara el criterio del uti possidetis de facto sin haberse asignado ninguna fecha de referencia. Esta omisión obviamente era perjudicial para el Perú, pues hasta no firmarse un acuerdo definitivo de límites, Brasil podía seguir avanzando sobre territorio peruano y luego reclamar su propiedad de facto.
- El no haberse hecho una demarcación completa de la frontera, quedando pendiente la que quedaba al sur del Yaraví, por ser territorio desconocido. Ello podría alentar al Brasil a continuar su expansión por ese lado y a una eventual intervención de Bolivia para reclamar esos territorios como suyos, aduciendo que ya estaba finiquitada la frontera peruano-brasileña.

En respuesta a estas objeciones, se ha dicho que, en ese momento, el Perú solo buscaba la libre navegación por el Amazonas (algo que entonces solo el Brasil lo tenía) y no la expansión de su territorio. Pero el hecho concreto es que el Perú renunció a territorios amazónicos heredados del Imperio español, que habían sido ocupados tiempo atrás por los brasileños, todo a cambio del libre tráfico por la frontera y los ríos de ambos países. Esta crítica solo surgió con posterioridad al gobierno de Echenique. Durante la rebelión de 1854 (que trajo abajo a dicho gobierno), nunca se mencionó este acuerdo como uno de los motivos del descontento popular. Tampoco Echenique en sus memorias le dedica espacio a este suceso y solo habla de la firma de un acuerdo para establecer relaciones con Brasil, sin dar más detalles.
Había, ciertamente, un punto de vista que consideraba la necesidad de un entendimiento con Brasil ante la amenaza potencial de otros países limítrofes, especialmente el Ecuador y Bolivia. Ecuador retomó por esta época su reclamo territorial, que se volvería centenario, mientras que Bolivia volvió a ser una perturbadora amenaza para el Perú, lo que se agravó en 1853, cuando estuvo a punto de estallar una guerra entre los dos países. No sería la última vez que, por culpa de países vecinos agresivos, el Perú se vería arrastrado a firmar acuerdos desventajosos con terceros países, para evitar que estos fueran arrastrados a un eje común antiperuano.

### Incidente con Estados Unidos e Inglaterra por las islas de Lobos
Las islas guaneras Lobos de Tierra y Lobos de Afuera, situadas frente a la costa peruana entre Piura y Lambayeque, fueron motivo de una disputa internacional durante el gobierno de Echenique.
A principios del siglo XIX, navegantes ingleses habían izado la bandera de su país en las islas Lobos; por entonces, lo que atraía era la caza de lobos marinos. El boom guanero vino a recrudecer las ambiciones, a la que se sumó Estados Unidos; se dijo, incluso, que un marino de la armada estadounidense, un tal Morell, había sido el descubridor de las islas. El secretario de Estado de los Estados Unidos, Daniel Webster, llegó incluso a decir en 1852 que las islas eran res nullius o tierra de nadie, por estar a muchas millas de la costa, en alta mar, y que el Perú no ejercía soberanía sobre ellas, a no ser que pudiera demostrarlo inequívocamente. Tanto ingleses como estadounidenses anunciaron su intención de hacer embarques libres de guano.

El canciller del Perú José Manuel Tirado sustentó magistralmente los derechos del Perú sobre las islas Lobos en 1852.

El canciller del Perú José Manuel Tirado, en una nota extensa con fecha 23 de octubre de 1852, se encargó de sostener los derechos del Perú sobre las islas, respaldándose en varias fuentes que se remontaban a la época colonial y otras que demostraban que la República peruana había tomado diversas medidas jurídicas y administrativas con respecto a las islas. Se envío también a Washington D. C. al diplomático Joaquín José de Osma para que sustentara la posición peruana, y al mismo tiempo se puso en alerta a la poderosa escuadra nacional para que interviniera en caso necesario.
Ante las evidencias mostradas, y seguramente también ante la posición firme del gobierno peruano de defender su territorio con las armas, el gobierno estadounidense reconoció la soberanía peruana sobre dichas islas, por nota del secretario de Estado Edward Everett de 16 de noviembre de 1853. Asimismo, el gobierno de Gran Bretaña se negó a amparar a sus súbditos que insistían en sostener que las islas eran tierra de nadie. El gobierno imperial de Francia reconoció también los derechos del Perú.

### Incidente con Nueva Granada
Hubo un incidente con el gobierno de José Hilario López de Nueva Granada (Colombia) a raíz de la negativa del gobierno peruano de recibir en Lima al representante diplomático de dicho país, general José María Obando, quien era sindicado como el autor del asesinato del mariscal Antonio José de Sucre en 1830. En este caso, Echenique no hizo sino confirmar la actitud que sobre el mismo asunto había adoptado el gobierno de Ramón Castilla (1851). El gobierno neogranadino decidió entonces enviar a otro representante, que fue Mariano Arosemena. Poco después, Obando llegó a ser presidente de Nueva Granada (1853-1854).

### Incidente con Ecuador por la Expedición Flores
El general ecuatoriano de origen venezolano Juan José Flores, luego de haber protagonizado la fracasada Expedición Floreana de 1849, viajó a Costa Rica, para luego trasladarse al Perú, donde el presidente Echenique le brindó hospitalidad. Flores, que se destacaba por su antiperuanismo exacerbado, esta vez se comportó muy diplomáticamente, frecuentando a la alta sociedad de Lima. Se hizo célebre por los espolines de oro que solía usar cuando iba de visita y fue apodado el Rey de la Noche.

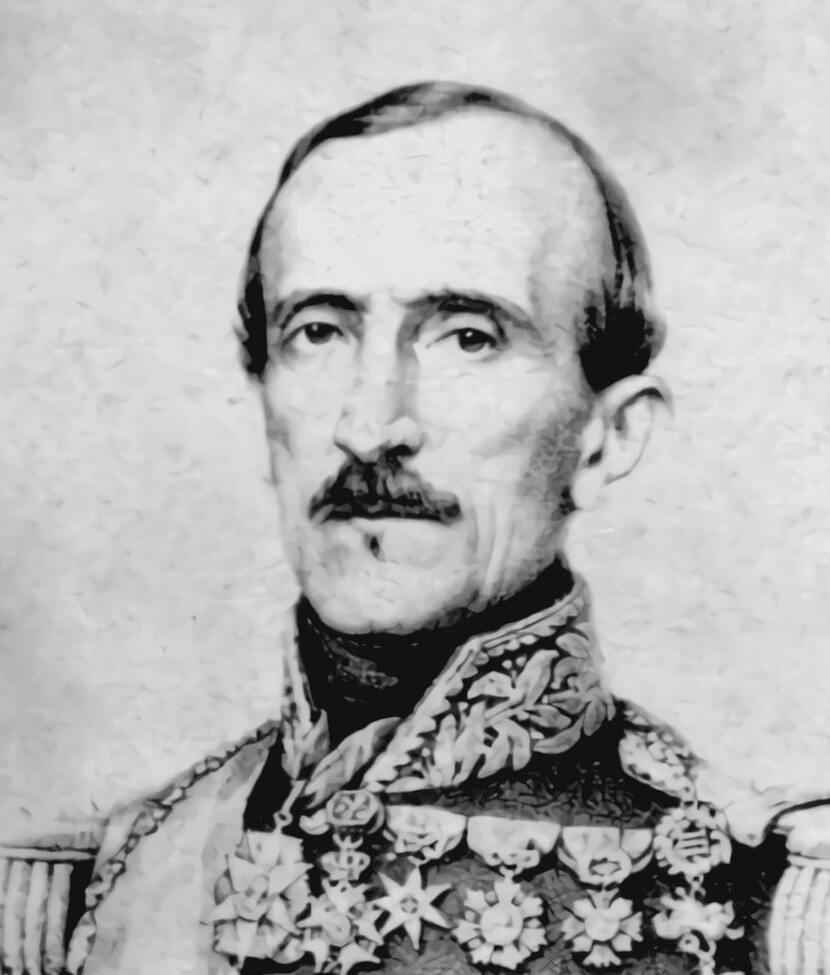
El general Juan José Flores, se asiló en el Perú protegido por el presidente Echenique y organizó una expedición contra Ecuador, que fracasó.

Durante su estancia en Perú, Flores se dedicó a organizar una expedición armada destinada a invadir el Ecuador y derrocar al presidente José María Urbina, de tendencia liberal. No está probado que Echenique apoyara materialmente a esa expedición, pero en todo caso la ayudó indirectamente, al permitir a Flores actuar libremente en el país. También, según cuenta el mismo Echenique en sus memorias, dio dinero a Flores para que comprara un buque en Chile, el mismo que fue usado en la expedición, pero sin saber que sería destinado para ese propósito. Ideológicamente, tanto Flores como Echenique eran conservadores y hasta se diría clericales, y se entiende que podrían haber estar aunados en su lucha contra el radicalismo anticlerical que venía imponiéndose tanto en Ecuador como en Nueva Granada, y que ya amenazaba al Perú.
Flores partió al frente de su expedición hacia el Ecuador y permaneció meses en la aguas del Guayas, sin avanzar sobre Guayaquil; otras de sus fuerzas llegaron hasta la isla Puná, Balao, Machala y Santa Rosa. Finalmente, fracasó el plan y la expedición se dispersó. Algunos buques de los expedicionarios fueron incautados en Paita. El gobierno de Echenique decretó que los extranjeros que habían abusado del asilo fueran expulsados del Perú, y que los peruanos y residentes en el país involucrados en la expedición fueran enjuiciados.
No obstante la negativa de Echenique de haber apoyado a la Expedición Flores, el gobierno de Ecuador protestó a través de su cancillería y lo mismo hizo el de Nueva Granada; ambos países eran aliados, y se llegó a temer que declararan la guerra al Perú, pero felizmente se mantuvo la paz.
El 16 de marzo de 1853 se firmó en Lima una Convención de Paz entre el canciller peruano José Manuel Tirado y el ministro ecuatoriano Pedro Moncayo. El Perú se comprometió a no volver a otorgar residencia dentro de su territorio a Flores, considerado perturbador del orden público. Ecuador también pidió la entrega de los buques, armamentos y pertrechos incautados a los expedicionarios en Paita, pero esto se dejó al arbitraje de Chile. Quedó así solemnemente ratificado el principio de la no intervención.

### El problema de límites con Ecuador
Las últimas negociaciones entre Perú y Ecuador sobre el tema de los límites databan de 1842. Desde entonces hubo un estancamiento en las mismas. Cuando se firmó la Convención de Comercio y Navegación entre Perú y Brasil de 1851, el Ecuador no hizo ninguna observación, pese a que versaba sobre la navegación en el río Amazonas, algo que era de su interés. Solo cuando el gobierno peruano creó el Gobierno Político y Militar de Loreto, en Maynas, con límites a adecuarse a lo establecido en la Real Cédula de 1802, el ministro ecuatoriano acreditado en Lima, Pedro Moncayo, protestó el 18 de marzo de 1853, remitiéndose a su cancillería para pedir instrucciones. Según la posición ecuatoriana, el Perú se encontraba incumpliendo el Tratado de Guayaquil de 1829 con la Gran Colombia, donde supuestamente se había acordado que solamente los territorios al sur del río Marañón (Amazonas) serían peruanos. Al respecto, hay que aclarar que el tratado de Guayaquil no fue un tratado de límites sino de paz y amistad, y que la entidad conocida como Gran Colombia había sido disuelta en 1830. Por tanto, la tesis ecuatoriana era evidentemente inexacta.
El canciller peruano José Manuel Tirado, en respuesta a la tesis ecuatoriana, sostuvo la tesis de que las repúblicas hispanoamericanas, en lo que respecta al plano territorial, se regían por el principio del uti possidetis, de acuerdo a lo cual se debía tomar en cuenta el estado en que se encontraban las jurisdicciones territoriales en 1810, y que para la zona amazónica ese referente era la Real Cédula de 1802. Al respecto, adjuntó la copia de este documento para respaldar su tesis.
Como una reacción a la creación del Gobierno de Loreto, en noviembre de 1853 el gobierno ecuatoriano presentó a su Congreso un proyecto de ley en que se declaraba libre la navegación por veinte años de los ríos Chinchipe, Santiago, Morona, Pastaza, Tigre, Curaray, Nancana, Napo, Putumayo y «demás ríos ecuatorianos que descienden al Amazonas». El gobierno peruano, por medio de su ministro plenipotenciario en Quito, Mariano José Sanz León, protestó alegando que dichos ríos no eran ecuatorianos sino que pertenecían al Perú, por el título que le daba la Real Cédula de 1802, así como por el derecho que le otorgaba la posesión no interrumpida de dichos territorios. No obstante, dicha ley fue promulgada el 26 de noviembre. El canciller ecuatoriano Marcos Espinel, por nota de 9 de febrero de 1854, respondió a su par peruano aduciendo que la Real Cédula de 1802 no tenía fuerza legal, pues había tenido un origen vicioso (ilegal) y no se había cumplido. Al respecto, el historiador Jorge Basadre ha demostrado que nada de eso es cierto, pues la Real Cédula de 1802 si fue legal y si se le puso cumplimiento.
Los incidentes de 1853 fueron importantes para la defensa peruana, pues por primera vez, el Perú mostraba en defensa de sus derechos el texto de la Real Cédula de 1802, que ya había invocado en la tensión de 1841-1842, pero que por entonces no había podido documentar al estar extraviada en los archivos. Los ecuatorianos habían abrigado la esperanza de que dicha real cédula se hubiera perdido definitivamente en el incendio del archivo colonial de Lima.

### El frustrado Tratado de Paz con España

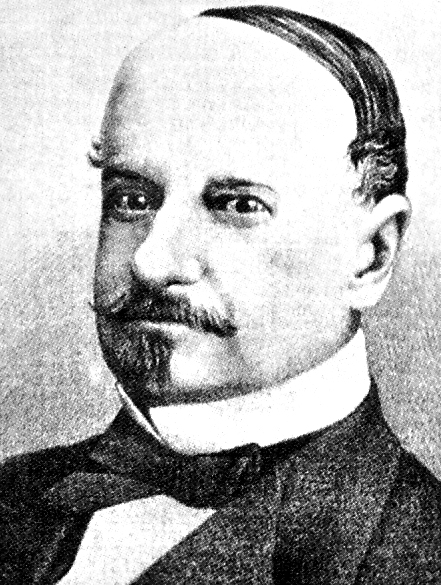
Joaquín José de Osma, el ministro plenipotenciario peruano que firmó un tratado de paz con España en 1853 que no fue aprobado.

Luego de ejercer el ministerio de Relaciones Exteriores, Joaquín José de Osma pasó a Madrid como ministro plenipotenciario ante la corte española. El 24 de septiembre de 1853 firmó con el ministro español Ángel Calderón de la Barca un tratado de paz y amistad, en la que España reconocía la independencia del Perú, mientras que el gobierno peruano se comprometía a dar indemnizaciones a los súbditos españoles cuyas propiedades habían sido tomadas, embargadas y secuestradas desde 1820. Este tratado fue muy criticado en el Perú, y el canciller peruano José Gregorio Paz Soldán hizo observaciones antes de presentarlo al Congreso, lo que se prorrogó hasta la Legislatura de 1855. La más importante de esas observaciones era el hecho que el documento se iniciaba con una renuncia de España a los derechos que le confería su antigua soberanía sobre el Perú, ignorando implícitamente que este país ya era independiente desde 1821. Este y otros detalles más, eran inaceptables para la posición peruana, por ser incompatibles con la dignidad de un Estado soberano. El tratado no fue ratificado por el Congreso peruano y la cuestión española no tendría solución sino hasta 1879, tras una guerra de por medio (la guerra de 1865-66).

### Tensión con Bolivia

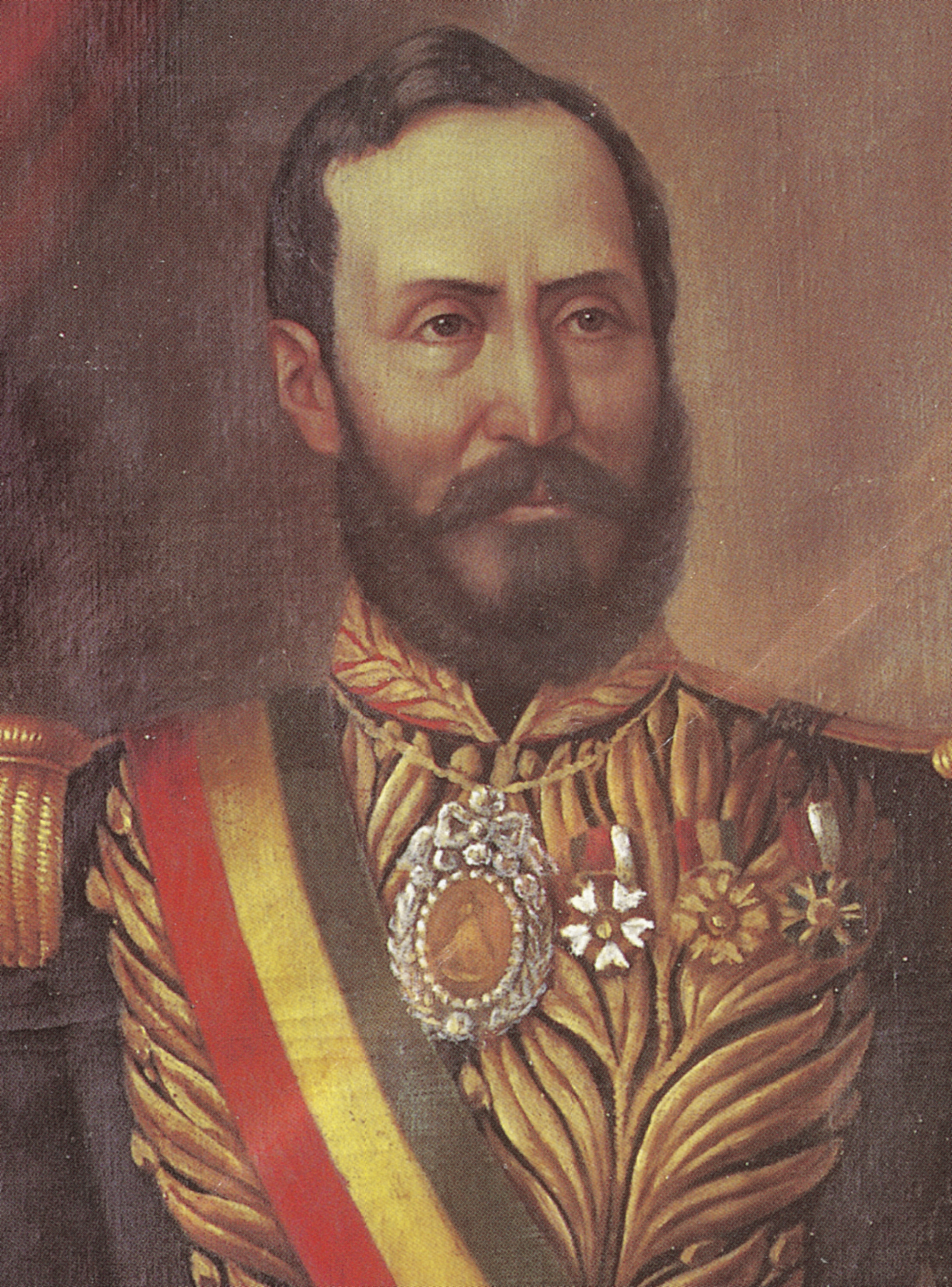
El presidente de Bolivia Manuel Isidoro Belzu se mostró sumamente hostil hacia el Perú y estuvo a punto de desencadenar una guerra.

Las dificultades con Bolivia parecían haberse disipado durante el gobierno de Castilla, tras la firma del tratado de Arequipa de 1847, cuando el Perú dio a dicho país facilidades comerciales, a cambio de que dejara de inundar el sur peruano de moneda feble (de bajo peso y ley). Sin embargo, el presidente boliviano Manuel Isidoro Belzu, a partir de 1852, reinició esa emisión prohibida e incluso abrió una oficina en La Paz dedicada a la misma, celebrando su inauguración con festejos. La Casa de Moneda de Potosí también empezó a acuñar moneda feble.
Como existía un activo comercio entre Bolivia y el Perú, la moneda feble boliviana entró en grandes cantidades al territorio peruano, perturbando gravemente el desarrollo del comercio, siendo una de sus consecuencias el encareciendo los artículos de consumo.

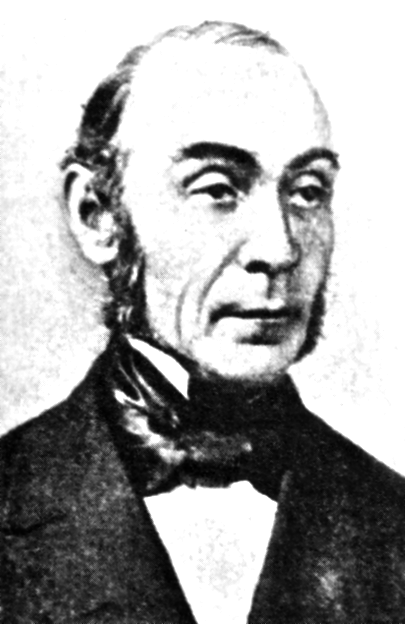
Mariano José Sanz era ministro plenipotenciario de Perú en Bolivia al estallar la tensión peruanoboliviana.

La tensión diplomática empezó cuando Echenique, a través de su ministro en Bolivia Mariano José Sanz, se enteró de que en Potosí se estaba acuñando moneda feble. Belzú pidió el retiro del representante peruano; este renunció a su cargo y regresó al Perú. Echenique nombró en su reemplazo a Mariano Paredes, amigo personal de Belzú, y lo envió a Bolivia con la misión de solucionar el problema. Coincidió este hecho con los problemas internacionales suscitados por la Expedición de Flores al Ecuador y el incidente con Estados Unidos e Inglaterra por las islas de Lobos, lo que, al parecer, incitó más a Belzú en su hostilidad hacia el Perú, al ver a este país urgido en varios frentes internacionales. Continuando con su política antiperuana, Belzú negó el pase a la patente del cónsul peruano en Cobija, intensificó la emisión de moneda feble, prohibió la exportación de productos bolivianos al Perú y movilizó sus tropas haciendo algunas incursiones en la frontera común. La versión boliviana dice que Belzú actuó así en coordinación con el mariscal Ramón Castilla, que por entonces ya estaba complotando contra el gobierno de Echenique; de esa manera Belzú habría estado devolviendo el favor a Castilla por la ayuda que le había dado para derrocar a Ballivián. Pero no existe respaldo documental a esa acusación.
La misión Paredes no dio resultado. Belzú acusó a Paredes de sembrar rumores falsos en su contra y pidió su retiro, en enero de 1853. Paredes renunció, y en su reemplazo, el gobierno peruano nombró a Francisco González de Prada. Poco después, Belzú suspendió al vicecónsul peruano en La Paz, señor Zevallos, y como Paredes, que todavía se hallaba en Bolivia en espera de su sucesor, saliera en defensa de Zevallos, acabó siendo acusado de conspirador y expulsado de manera sumaria.
Ante esta manifiesta agresividad boliviana, el Consejo de Estado del Perú demandó al Ejecutivo que tomara las medidas necesarias para desagraviar el honor ultrajado. El gobierno retiró entonces todas las franquicias comerciales que había otorgado a Bolivia por el tratado de 1847 y aumentó considerablemente los derechos de entrada a los productos bolivianos. Finalmente, el 6 de mayo de 1853, el gobierno peruano dirigió un ultimátum a Bolivia, exigiéndole varios puntos, entre ellos, la destitución del ministro de Relaciones Exteriores de Bolivia, Rafael Bustillos, la restitución en sus cargos y honores a los diplomáticos peruanos expulsados, la garantía del cese de la emisión de moneda feble y una indemnización por los daños y perjuicios ocasionados por esta emisión hasta ese momento. Bolivia rechazó terminantemente el ultimátum.

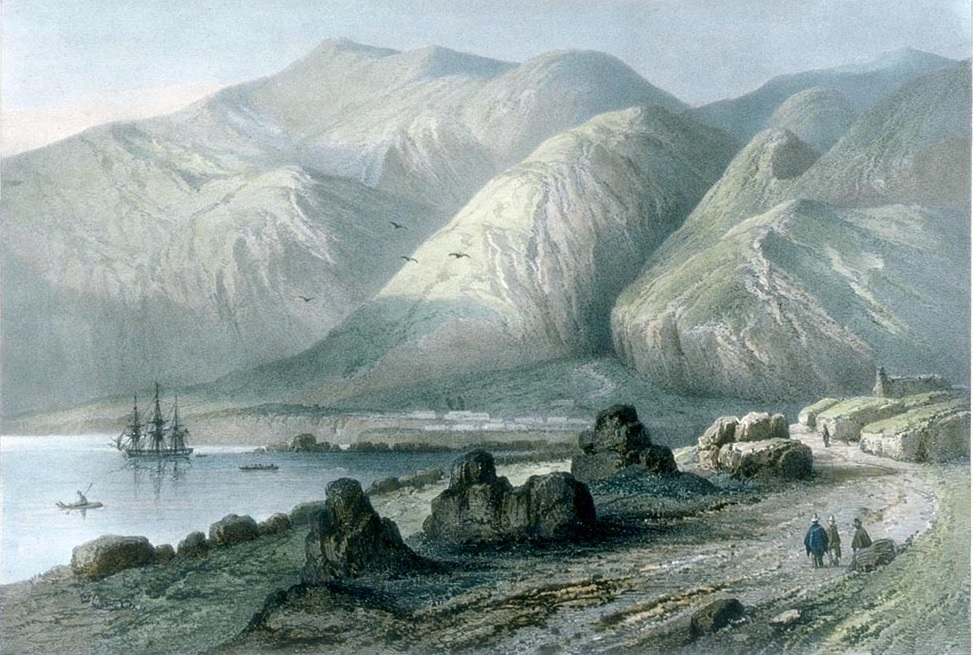
Puerto boliviano de Cobija en 1841. Fue ocupado por las fuerzas peruanas en 1853.

El 16 de agosto de 1853, el Congreso peruano autorizó al Ejecutivo a declarar la guerra a Bolivia, y llevarla por todos los medios posibles hasta obtener la reparación por las ofensas inferidas al honor nacional. Sin embargo, pasaron los meses sin que la guerra principiara. Echenique se limitó a ocupar el puerto boliviano de Cobija y a promover la sublevación del general boliviano Sebastián Ágreda en contra del gobierno de Belzú. Al parecer, el presidente peruano no estaba muy convencido de la posibilidad de salir airoso en una guerra internacional, en momentos en que ya tenía problemas internos por motivo del escándalo de la consolidación y otros asuntos. Pese a todo, se llegó a declarar la movilización del ejército peruano al saberse que fuerzas bolivianas habían ocupado las poblaciones fronterizas de Pomata y Zepita (Puno), en octubre de 1853, aunque estas se retiraron poco después y nuevamente se volvió a la tensa calma. Fue precisamente esta apatía mostrada por Echenique lo que daría a sus enemigos políticos en el Perú otro motivo en su contra, al sindicarlo como antipatriota. Poco después, esos opositores desencadenaron la revolución liberal de 1854, cuyo cabecilla fue el expresidente Ramón Castilla. Fue pues, el estallido de la guerra civil peruana lo que evitó la guerra con Bolivia.

## La revolución liberal de 1854
Después de nueve años de paz, el país volvió nuevamente a verse sumido en una contienda civil. Esta se inició como un gran movimiento popular que derivó en una guerra civil que tuvo un gran costo para el país. Aunque tradicionalmente a este estallido popular se le ha denominado Revolución Liberal, algunos consideran que no se ajusta a las características de una revolución. A diferencia de otros países, no existía entonces en el Perú un Partido Liberal, sino que solo habían personalidades ilustradas que defendían esa ideología política y necesitaban de sostenerse en alguna figura o caudillo con arraigo popular, como era el caso del mariscal Ramón Castilla, que era más bien un conservador moderado.

### Causas de la rebelión

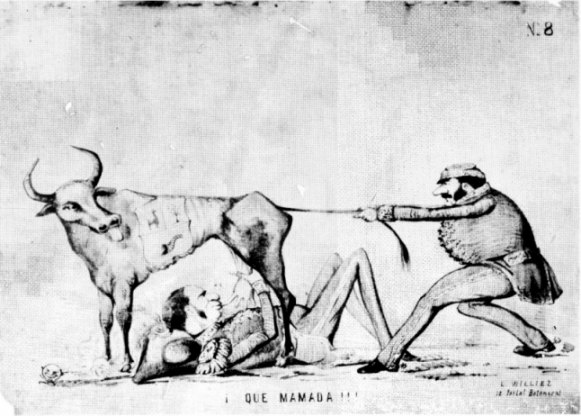
Caricatura de la época, que grafica el escándalo de la Consolidación. El presidente Echenique aparece echado “mamando” del erario público, mientras que su ministro, el general Juan Crisóstomo Torrico, quiere participar del festín.

Si bien el motivo inmediato para el estallido de esta vasta insurrección popular fue la demora o desinterés del presidente Echenique para iniciar la guerra contra Bolivia, otra razón muy importante fue el manejo escandaloso del pago de la deuda interna o de la Consolidación, que originó una evidente corrupción pública. La crítica apuntó a los siguientes puntos principales:
- El pago de la deuda interna se hacía sin una debida verificación de autenticidad de los documentos presentados por los ciudadanos que querían que se les reconociera como acreedores del Estado.
- Se favorecía en ese pago a mucha gente allegada al presidente, tanto amigos como familiares, comenzando con su ministro de guerra, el general Juan Crisóstomo Torrico.
- Para colmo, se produjo la escandalosa conversión de una buena parte de los vales de la consolidación a deuda externa, presumiblemente para “blanquear” su origen ilícito.

La acusación la empezó el empresario y caudillo civil Domingo Elías en sus dos famosas Cartas al presidente Echenique, publicadas en el diario El Comercio, el 12 y 16 de agosto de 1853, la primera de las cuales tuvo respuesta del mismo presidente. La denuncia de Elías causó conmoción en todo el país y naturalmente fue explotado por los opositores del gobierno, al que acusaron de corrupción política y grave despilfarro destinado a beneficiar exclusivamente a los amigos y allegados del presidente. Las fortunas improvisadas por el pago de la consolidación tenían inevitablemente que excitar la envidia de muchos no favorecidos, así como provocar la crítica de la ciudadanía en general, sin que ninguno de los favorecidos o “consolidados” salieran en defensa del gobierno, como suele ocurrir en esos casos.
Si bien Elías fue el que inició la denuncia contra Echenique, él mismo estaba involucrado en el negocio de la consolidación, al haber gestionado expedientes para otras personas.

### El levantamiento de Elías

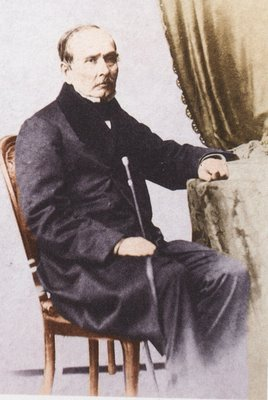
Domingo Elías hacia 1865.

Elías fue deportado por Echenique y pasó al Ecuador en donde organizó, con sus propios recursos, una expedición revolucionaria con la que desembarcó en Tumbes. Pero fue derrotado y ocultamente se trasladó a Lima, entrando en conversaciones con el expresidente y mariscal Ramón Castilla para hacer la revolución. La bandera que los unía era el repudio al escándalo de la consolidación.
De acuerdo con lo pactado, Elías debía de sublevarse en Ica y los partidarios de Castilla en Lima y Callao. Efectivamente. Elías se trasladó secretamente a Ica y allí se sublevó. Pero el gobierno se enteró del plan y desbarató sin violencia la intentona en Lima y Callao, mientras que Elías era derrotado fácilmente en Saraja, cerca de Ica, por las fuerzas del ministro de Guerra Juan Crisóstomo Torrico (7 de enero de 1854). Elías huyó a Chile.

### El levantamiento de Arequipa
El mismo día en que era derrotado Elías en Saraja ocurrió el levantamiento en Arequipa, en cuyo manifiesto se acusó al gobierno de Echenique de indolencia frente a los agravios inferidos por el presidente de Bolivia. La rebelión se propagó rápidamente por Tacna, Moquegua y Puno.
El gobierno envió contra los rebeldes al ejército que estaba encabezado por el ministro Torrico. Llegado a Arequipa, Torrico se preparó para atacar la ciudad ocupando los altos de Paucarpata. La revolución, falto de un líder que le diera cohesión, estaba condenada a fracasar, cuando apareció en Arequipa Ramón Castilla, que se puso a organizar la defensa de la ciudad. Torrico, de sitiador de Arequipa se convirtió en sitiado, porque a su alrededor se alzaban las guarniciones de Puno, Moquegua y Tacna dispuestas a enfrentarle. Debido a ello, Torrico optó por retirarse a Lima, dejando el sur en poder de los rebeldes.
El mariscal Castilla quedó pues, al frente de la rebelión, desplazando así a Manuel Ignacio de Vivanco, que había sido voceado como su probable líder. Castilla recibió el apoyo de los políticos liberales, cuyos principales líderes eran por entonces los jóvenes Pedro Gálvez Egúsquiza y Manuel Toribio Ureta. A la rebelión se sumaron también el ya mencionado Domingo Elías, que regresó de Chile, y los generales Miguel de San Román y Fermín del Castillo.

### El avance de la revolución

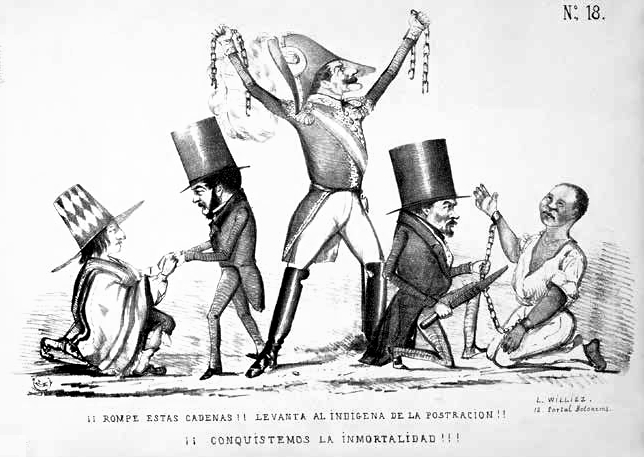
Caricatura en la que Ramón Castilla aparece como redentor de la población indígena y de los esclavos negros. A la derecha, Manuel Toribio Ureta corta las cadenas a un esclavo y a la izquierda Pedro Gálvez Egúsquiza estrecha las manos de un indio.

Dueño de todo el sur sin combate, Castilla marchó al Cuzco. Desde Arequipa le llegó la noticia de su proclamación como presidente provisional con el título de Liberador, con el encargo de convocar, treinta días después de pacificada la República, una Convención Nacional (14 de abril de 1854). Castilla aceptó el encargo (lo que equivalía a desconocer la Constitución de 1839) y organizó su gabinete ministerial en armas, en la que figuraron como ministros Pedro Gálvez y Manuel Toribio Ureta.. 
Después de organizar sus fuerzas, Castilla marchó hacia Ayacucho, donde junto con su ministro Pedro Gálvez, refrendó el decreto de la abolición del tributo indígena (5 de julio de 1854).
Para combatir a los revolucionarios, Echenique se puso en campaña al frente de un disciplinado ejército de 5000 hombres. Ambos ejércitos se encontraron en la batalla de Izcuchaca. Después de unas horas de tiroteo, Echenique se vio obligado a retirarse hacia Lima, mientras Castilla avanzaba sobre Junín, en continuas refriegas con las fuerzas gobiernistas. Echenique optó entonces por retirarse para defender Lima.
Estando en Huancayo, Castilla y su ministro Manuel Toribio Ureta firmaron el histórico decreto que abolía la esclavitud en el Perú (5 de diciembre de 1854).

### La defensa de Arequipa. El fusilamiento de Morán

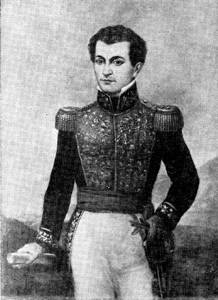
El general Trinidad Morán, de origen venezolano, fue leal al orden establecido y acabó fusilado en Arequipa.

Mientras tanto, en el Sur, el general José Trinidad Morán, leal al gobierno de Echenique, derrotaba a Domingo Elías en la batalla de Alto del Conde, cerca de Moquegua (16 de noviembre de 1854). Elías escapó con algunos de sus hombres y se refugió en Arequipa.
Manuel Ignacio de Vivanco, de quien se había esperado que fuera el líder de la revolución, terminó poniéndose al servicio de Echenique y junto con el general Morán, atacó Arequipa, cuyo pueblo se defendió valientemente tras las barricadas levantadas en la calle. Fracasado el intento, los atacantes se convirtieron en atacados y huyeron, perseguidos por los arequipeños (1 de diciembre de 1854). Vivanco resultó herido y tras ser auxiliado por unas mujeres humildes, se retiró a Lima. Mientras que Morán fue apresado y, tras un sumario juicio, se le condenó a ser fusilado en la Plaza de Armas. Elías, que era el líder revolucionario en Arequipa, se negó a salvarle la vida. A raíz de este martirio surgió la célebre Marcha Morán, que hasta hoy se toca durante las exequias de los militares y policías caídos en cumplimiento del deber. Morán era un militar venezolano que llegó al Perú con la Expedición Libertadora de Bolívar y se había naturalizado peruano.

### La batalla de La Palma y fin del gobierno de Echenique

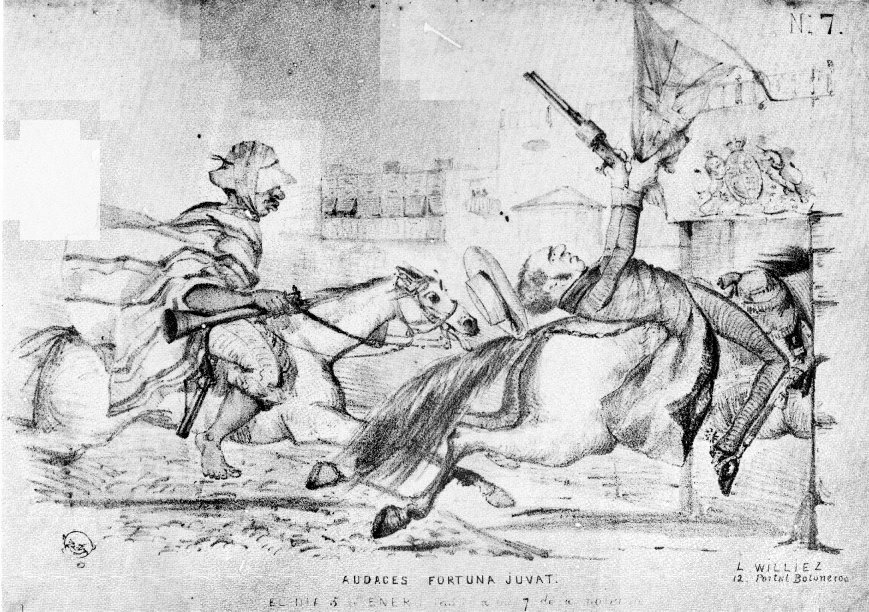
Huida del presidente Echenique, según caricatura de la época.

A mediados de diciembre de 1854 el ejército revolucionario emprendió la marcha sobre la capital. El desenlace de la guerra civil se dio en las afueras de Lima, cerca de la Huaca Pucllana (o Juliana), en el entonces pueblo de Miraflores. Se libró allí la batalla de La Palma. Las divisiones gobiernistas coordinaron mal el ataque, y la primera de ellas, al mando del general Juan Antonio Pezet, fue rechazada por el ejército revolucionario. Echenique quiso detener el desbande y mandó al ataque a sus divisiones comandadas por los generales Alejandro Deustua, Pedro Cisneros y Manuel de la Guarda. El combate fue sangriento. Fallecieron más de un millar de combatientes, y entre ellos, el general Deustua. Las tropas de Castilla se alzaron con el triunfo definitivo (5 de enero de 1855).
Al día siguiente se desató la violencia y el pánico en Lima, donde fueron asaltadas las casas de los “consolidados”. También fueron saqueados Palacio de Gobierno y la casa particular de Echenique. Los vencedores ingresaron a la capital en medio de ruidosas aclamaciones. Echenique se refugió en la casa del Encargado de Negocios del gobierno británico y salió al destierro, con dirección a los Estados Unidos.
La guerra civil dejó un saldo de más de 4000 muertos y causó perjuicios económicos muy considerables para el país: se calcula que su costo llegó a los 15 millones de pesos, es decir casi equivalente al monto inflado de los pagos de la consolidación, uno de los motivos de la contienda fratricida.
| Predecesor: Primer gobierno de Ramón Castilla | Gobierno del Perú 20 de abril de 1851 - 5 de enero de 1855 | Sucesor: Segundo gobierno de Ramón Castilla |